# Deputati della XIII legislatura della Repubblica Italiana
Questo elenco riporta i nomi dei deputati della XIII legislatura della Repubblica Italiana dopo le elezioni politiche del 1996.

## Gruppi
| Gruppi                                                             | Inizio | 1996 | 1997 | 1998 | 1999 | 2000 | 2001 |
| ------------------------------------------------------------------ | ------ | ---- | ---- | ---- | ---- | ---- | ---- |
| Sinistra Democratica - L'Ulivo / Democratici di Sinistra - L'Ulivo | 172    | 172  | 171  | 166  | 165  | 165  | 161  |
| Forza Italia                                                       | 122    | 123  | 116  | 110  | 110  | 112  | 117  |
| Alleanza Nazionale                                                 | 92     | 92   | 91   | 91   | 91   | 91   | 88   |
| Popolari e Democratici - L'Ulivo                                   | 67     | 68   | 68   | 66   | 59   | 57   | 56   |
| Lega Nord                                                          | 59     | 58   | 58   | 55   | 46   | 46   | 46   |
| Rifondazione Comunista - Progressisti                              | 35     | 34   | 34   | -    | -    | -    | -    |
| Centro Cristiano Democratico - Cristiani Democratici Uniti         | 30     | 30   | 22   | -    | -    | -    | -    |
| Rinnovamento Italiano                                              | 26     | 14   | 21   | -    | -    | -    | -    |
| Gruppo Comunista                                                   | -      | -    | -    | 21   | 21   | 20   | 20   |
| I Democratici - L'Ulivo                                            | -      | -    | -    | -    | 21   | 20   | 20   |
| Unione Democratica per la Repubblica / Udeur                       | -      | -    | -    | 27   | 21   | 20   | 20   |
| Gruppo misto                                                       | 26     | 39   | 49   | 94   | 96   | 99   | 94   |
| • Federazione dei Verdi                                            | 14     | 14   | 14   | 15   | 15   | 13   | 12   |
| • Minoranze linguistiche                                           | 5      | 5    | 5    | 5    | 5    | 5    | 5    |
| • Socialisti Italiani / Socialisti Democratici Italiani            | -      | 8    | 8    | 8    | 8    | 8    | 8    |
| • Patto Segni - Riformatori                                        | -      | 3    | 3    | -    | 4    | 4    | 3    |
| • Cristiani Democratici Uniti                                      | -      | -    | 10   | -    | 5    | 6    | 6    |
| • Rinnovamento Italiano                                            | -      | -    | -    | 16   | 6    | 6    | 6    |
| • Rifondazione Comunista - Progressisti                            | -      | -    | -    | 13   | 13   | 14   | 14   |
| • Centro Cristiano Democratico                                     | -      | -    | -    | 13   | 13   | 12   | 12   |
| • Italia dei Valori                                                | -      | -    | -    | 9    | -    | -    | -    |
| • Federalisti Liberaldemocratici e Repubblicani                    | -      | -    | -    | 6    | 5    | 4    | 4    |
| • Rete - L'Ulivo                                                   | 3      | 3    | 3    | -    | -    | -    | -    |
| • Non iscritti                                                     | 4      | 6    | 6    | 9    | 22   | 27   | 24   |
| Totale                                                             | 629    | 630  | 630  | 630  | 630  | 630  | 622  |

## Ufficio di presidenza
Presidente 
- Luciano Violante (DS)

 Vicepresidenti 
- Alfredo Biondi (FI)
- Lorenzo Acquarone (PPI)
- Pierluigi Petrini (RI)
- Clemente Mastella (CCD)  fino all'11-11-1998
- Carlo Giovanardi (CCD)  dall'11-11-1998

 Questori 
- Angelo Muzio (PRC)
- Maura Camoirano (PPI)
- Ugo Martinat (AN)

 Segretari 
- Alberta De Simone (PPI)
- Rosanna Moroni (PRC)
- Giuseppina Servodio (PPI)
- Adria Bartolich (PPI)
- Nicola Bono (AN)
- Tiziana Maiolo (AN)
- Mario Tassone (CDU)
- Maria Burani Procaccini (FI)
- Marco Boato (FdV)  dal 20-06-1996
- Mauro Michielon (LN)  dal 20-06-1996
- Lucio Testa (PPI)  dal 22-07-1999
- Luigi Nocera (Popolari UDEUR)  dal 09-02-1999 all'08-05-2000
- Bonaventura Lamacchia (Popolari UDEUR)  dal 10-05-2000

## Composizione storica
| Deputato                              | Circoscrizione/collegio                             | Lista                     | Gruppo (partito)             |
| ------------------------------------- | --------------------------------------------------- | ------------------------- | ---------------------------- |
| Ernesto Abaterusso                    | Puglia - Tricase                                    | L'Ulivo                   | Sinistra Democratica (PDS)   |
| Michele Abbate                        | Campania 2 - Sant'Agata de' Goti                    | L'Ulivo                   | Popolari e Democratici (PPI) |
| Maria Chiara Acciarini                | Piemonte 1 - Torino 3                               | L'Ulivo                   | Sinistra Democratica (PDS)   |
| Alberto Acierno                       | Sicilia 1                                           | FI                        | FI                           |
| Lorenzo Acquarone                     | Liguria - Genova - Varazze                          | L'Ulivo                   | Popolari e Democratici (PPI) |
| Mauro Agostini                        | Umbria - Città di Castello                          | L'Ulivo                   | Sinistra Democratica (PDS)   |
| Argia Valeria Albanese                | Campania 1 - Arzano                                 | L'Ulivo                   | Popolari e Democratici (PPI) |
| Giuseppe Albertini                    | Sicilia 1                                           | RI                        | RI (SI)                      |
| Roberto Alboni                        | Lombardia 1 - Limbiate                              | Polo per le Libertà       | AN                           |
| Diego Alborghetti                     | Lombardia 2 - Zogno                                 | LN                        | LN                           |
| Giuseppe Aleffi                       | Sardegna - Iglesias                                 | Polo per le Libertà       | FI                           |
| Giovanni Alemanno                     | Lazio 1                                             | AN                        | AN                           |
| Fortunato Aloi                        | Calabria - Reggio Calabria Sbarre                   | Polo per le Libertà       | AN                           |
| Francesco Aloisio                     | Abruzzo - L'Aquila                                  | L'Ulivo                   | Sinistra Democratica (PDS)   |
| Angelo Altea                          | Sardegna                                            | PDS                       | Sinistra Democratica (MCU)   |
| Giuseppe Alveti                       | Lazio 2 - Alatri                                    | L'Ulivo                   | Sinistra Democratica (PDS)   |
| Giuseppe Amato                        | Sicilia 1 - Licata                                  | Polo per le Libertà       | FI                           |
| Francesco Maria Amoruso               | Puglia - Molfetta                                   | Polo per le Libertà       | AN                           |
| Beniamino Andreatta                   | Emilia-Romagna - Rimini - Santarcangelo di Romagna  | L'Ulivo                   | Popolari e Democratici (PPI) |
| Gian Franco Anedda                    | Sardegna - Cagliari centro                          | Polo per le Libertà       | AN                           |
| Vittorio Angelici                     | Puglia - Taranto Solito Corvisea                    | L'Ulivo                   | Popolari e Democratici (PPI) |
| Giordano Angelini                     | Emilia-Romagna - Ravenna - Cervia                   | L'Ulivo                   | Sinistra Democratica (PDS)   |
| Uber Anghinoni                        | Lombardia 2                                         | LN                        | LN                           |
| Daniele Apolloni                      | Veneto 1 - Thiene                                   | LN                        | LN                           |
| Valentina Aprea                       | Lombardia 1 - Rozzano                               | Polo per le Libertà       | FI                           |
| Sabatino Aracu                        | Abruzzo - Sulmona                                   | Polo per le Libertà       | FI                           |
| Pietro Armani                         | Lombardia 1                                         | AN                        | AN                           |
| Paolo Armaroli                        | Liguria                                             | AN                        | AN                           |
| Maria Teresa Armosino                 | Piemonte 2 - Canelli                                | Polo per le Libertà       | FI                           |
| Antonio Attili                        | Sardegna - Porto Torres                             | L'Ulivo                   | Sinistra Democratica (PDS)   |
| Mario Baccini                         | Lazio 1 - Roma - Fiumicino                          | Polo per le Libertà       | CCD-CDU (CCD)                |
| Luca Bagliani                         | Veneto 1 - San Martino Buonalbergo                  | LN                        | LN                           |
| Giacomo Baiamonte                     | Sicilia 1 - Palermo - Villagrazia                   | Polo per le Libertà       | FI                           |
| Edouard Ballaman                      | Friuli-Venezia Giulia - Sacile                      | LN                        | LN                           |
| Maurizio Balocchi                     | Lombardia 2                                         | LN                        | LN                           |
| Paolo Bampo                           | Veneto 2 - Belluno                                  | LN                        | LN                           |
| Fulvia Bandoli                        | Emilia-Romagna                                      | PDS                       | Sinistra Democratica (PDS)   |
| Roberto Barbieri                      | Campania 1 - Napoli Ponticelli                      | L'Ulivo                   | Sinistra Democratica (PDS)   |
| Mario Lucio Barral                    | Piemonte 2 - Cuneo                                  | Lega Nord                 | LN                           |
| Adria Bartolich                       | Lombardia 2                                         | PDS                       | Sinistra Democratica (PDS)   |
| Marcello Basso                        | Veneto 2 - Portogruaro                              | L'Ulivo                   | Sinistra Democratica (PDS)   |
| Stefano Bastianoni                    | Marche                                              | CCD-CDU                   | CCD-CDU (CDU)                |
| Augusto Battaglia                     | Lazio 1 - Roma Don Bosco                            | L'Ulivo                   | Sinistra Democratica (PDS)   |
| Paolo Becchetti                       | Lazio 1 - Civitavecchia                             | Polo per le Libertà       | FI                           |
| Domenico Benedetti Valentini          | Umbria                                              | AN                        | AN                           |
| Giorgio Benvenuto                     | Piemonte 1 - Torino 8                               | L'Ulivo                   | Popolari e Democratici (UD)  |
| Vincenzo Berardino Angeloni           | Abruzzo - Avezzano                                  | Polo per le Libertà       | AN                           |
| Alessandro Bergamo                    | Calabria - Paola                                    | Polo per le Libertà       | FI                           |
| Luigi Berlinguer                      | Toscana - Firenze 1                                 | L'Ulivo                   | Sinistra Democratica (PDS)   |
| Silvio Berlusconi                     | Lombardia 1 - Milano 1                              | Polo per le Libertà       | FI                           |
| Massimo Maria Berruti                 | Lombardia 2 - Luino                                 | Polo per le Libertà       | FI                           |
| Filippo Berselli                      | Emilia-Romagna                                      | AN                        | AN                           |
| Fausto Bertinotti                     | Sicilia 1                                           | PRC                       | PRC                          |
| Maurizio Bertucci                     | Marche                                              | FI                        | FI                           |
| Giovanna Bianchi Clerici              | Lombardia 2 - Gallarate                             | LN                        | LN                           |
| Giovanni Bianchi                      | Lombardia 1 - Sesto San Giovanni                    | L'Ulivo                   | Popolari e Democratici (PPI) |
| Vincenzo Bianchi                      | Lazio 2 - Aprilia                                   | Polo per le Libertà       | FI                           |
| Salvatore Biasco                      | Emilia-Romagna - Modena centro                      | L'Ulivo                   | Sinistra Democratica (PDS)   |
| Giuseppe Bicocchi                     | Emilia-Romagna - Parma - Collecchio                 | L'Ulivo                   | RI (PS)                      |
| Valter Bielli                         | Emilia-Romagna - Savignano sul Rubicone             | L'Ulivo                   | Sinistra Democratica (MCU)   |
| Rosy Bindi                            | Toscana - Cortona                                   | L'Ulivo                   | Popolari e Democratici (PPI) |
| Alfredo Biondi                        | Liguria - Genova - Nervi                            | Polo per le Libertà       | FI                           |
| Anna Maria Biricotti                  | Toscana - Livorno - Rosignano Marittimo             | L'Ulivo                   | Sinistra Democratica (PDS)   |
| Marco Boato                           | Trentino-Alto Adige - Rovereto                      | L'Ulivo                   | Misto (FdV)                  |
| Italo Bocchino                        | Campania 2 - Casal di Principe                      | Polo per le Libertà       | AN                           |
| Antonio Boccia                        | Basilicata                                          | Popolari per Prodi        | Popolari e Democratici (PPI) |
| Ugo Boghetta                          | Emilia-Romagna - Bologna - San Donato               | Progressisti              | PRC                          |
| Giorgio Bogi                          | Liguria - La Spezia                                 | L'Ulivo                   | Sinistra Democratica (SR)    |
| Marida Bolognesi                      | Liguria                                             | PDS                       | Sinistra Democratica (MCU)   |
| Paolo Bonaiuti                        | Toscana                                             | FI                        | FI                           |
| Francesco Bonato                      | Veneto 2 - Venezia - Mira                           | Progressisti              | PRC                          |
| Francesco Bonito                      | Puglia - Cerignola                                  | L'Ulivo                   | Sinistra Democratica (PDS)   |
| Nicola Bono                           | Sicilia 2 - Avola                                   | Polo per le Libertà       | AN                           |
| Willer Bordon                         | Lazio 1 - Roma - Ciampino                           | L'Ulivo                   | Popolari e Democratici (UD)  |
| Mario Borghezio                       | Piemonte 1                                          | LN                        | LN                           |
| Antonio Borrometi                     | Sicilia 2 - Modica                                  | L'Ulivo                   | Popolari e Democratici (PPI) |
| Rinaldo Bosco                         | Friuli-Venezia Giulia - Gemona del Friuli           | LN                        | LN                           |
| Enrico Boselli                        | Emilia-Romagna - Comacchio                          | L'Ulivo                   | RI (SI)                      |
| Umberto Bossi                         | Lombardia 2                                         | LN                        | LN                           |
| Domenico Bova                         | Calabria - Siderno                                  | L'Ulivo                   | Sinistra Democratica (PDS)   |
| Fabrizio Felice Bracco                | Umbria - Perugia - Todi                             | L'Ulivo                   | Sinistra Democratica (PDS)   |
| Aldo Brancati                         | Calabria - Rende                                    | L'Ulivo                   | RI (MID)                     |
| Gianclaudio Bressa                    | Veneto 1                                            | Popolari per Prodi        | Popolari e Democratici (PPI) |
| Siegfried Brugger                     | Trentino-Alto Adige - Appiano sulla Strada del Vino | Südtiroler Volkspartei    | Misto/ML (SVP)               |
| Giovanni Brunale                      | Toscana - Pontedera                                 | L'Ulivo                   | Sinistra Democratica (PDS)   |
| Mario Brunetti                        | Campania 2                                          | PRC                       | PRC                          |
| Donato Bruno                          | Puglia - Monopoli                                   | Polo per le Libertà       | FI                           |
| Eduardo Bruno                         | Toscana                                             | PRC                       | PRC                          |
| Gloria Buffo                          | Lombardia 1                                         | PDS                       | Sinistra Democratica (PDS)   |
| Salvatore Buglio                      | Piemonte 1 - Nichelino                              | L'Ulivo                   | Sinistra Democratica (PDS)   |
| Teodoro Buontempo                     | Lazio 1 - Roma Lido di Ostia                        | Polo per le Libertà       | AN                           |
| Maria Burani Procaccini               | Lazio 2 - Terracina                                 | Polo per le Libertà       | FI                           |
| Claudio Burlando                      | Liguria - Genova - Parenzo                          | L'Ulivo                   | Sinistra Democratica (PDS)   |
| Alessio Butti                         | Lombardia 2 - Como                                  | Polo per le Libertà       | AN                           |
| Rocco Buttiglione                     | Lombardia 1 - Milano 3                              | Polo per le Libertà       | CCD-CDU (CDU)                |
| Rocco Caccavari                       | Emilia-Romagna - Parma centro                       | L'Ulivo                   | Sinistra Democratica (PDS)   |
| Giuseppe Calderisi                    | Puglia                                              | FI                        | FI                           |
| Roberto Calderoli                     | Lombardia 2 - Albino                                | LN                        | LN                           |
| Fabio Calzavara                       | Veneto 2 - Feltre                                   | LN                        | LN                           |
| Valerio Calzolaio                     | Marche - Macerata                                   | L'Ulivo                   | Sinistra Democratica (PDS)   |
| Renato Cambursano                     | Piemonte 1 - Chivasso                               | L'Ulivo                   | Popolari e Democratici (PPI) |
| Maura Camoirano                       | Liguria - Savona                                    | L'Ulivo                   | Sinistra Democratica (PDS)   |
| Vassili Campatelli                    | Toscana - Empoli                                    | L'Ulivo                   | Sinistra Democratica (PDS)   |
| Raffaele Cananzi                      | Campania 1 - Giugliano in Campania                  | L'Ulivo                   | Popolari e Democratici (PPI) |
| Luca Cangemi                          | Sicilia 2                                           | PRC                       | PRC                          |
| Davide Caparini                       | Lombardia 2 - Dardo Boario Terme                    | LN                        | LN                           |
| Piera Capitelli                       | Lombardia 3                                         | PDS                       | Sinistra Democratica (PDS)   |
| Michele Cappella                      | Sicilia 2 - Caltagirone                             | L'Ulivo                   | Sinistra Democratica (PDS)   |
| Maria Carazzi                         | Lombardia 1                                         | PRC                       | PRC                          |
| Francesco Carboni                     | Sardegna - Alghero                                  | L'Ulivo                   | Sinistra Democratica (PDS)   |
| Franco Cardiello                      | Campania 2 - Eboli                                  | Polo per le Libertà       | AN                           |
| Salvatore Cardinale                   | Sicilia 2                                           | CCD-CDU                   | CCD-CDU (CCD)                |
| Nicola Carlesi                        | Abruzzo - Vasto                                     | Polo per le Libertà       | AN                           |
| Carlo Carli                           | Toscana - Viareggio                                 | L'Ulivo                   | Sinistra Democratica (FL)    |
| Pietro Carotti                        | Lazio 2 - Rieti                                     | L'Ulivo                   | Popolari e Democratici (PPI) |
| Carmelo Carrara                       | Sicilia 1 - Palermo - Capaci                        | Polo per le Libertà       | CCD-CDU (CDU)                |
| Nuccio Carrara                        | Sicilia 2 - Nicosia                                 | Polo per le Libertà       | AN                           |
| Domenico Romano Carratelli            | Calabria - Vibo Valentia                            | L'Ulivo                   | Popolari e Democratici (PPI) |
| Giovanni Battista Caruano             | Sicilia 2 - Vittoria                                | L'Ulivo                   | Sinistra Democratica (PDS)   |
| Enzo Caruso                           | Sicilia 2 - Ragusa                                  | Polo per le Libertà       | AN                           |
| Francesco Cascio                      | Sicilia 1 - Palermo - Settecannoli                  | Polo per le Libertà       | FI                           |
| Cesidio Casinelli                     | Lazio 2 - Sora                                      | L'Ulivo                   | Popolari e Democratici (PPI) |
| Pier Ferdinando Casini                | Puglia - Maglie                                     | Polo per le Libertà       | CCD-CDU (CCD)                |
| Giovanni Castellani                   | Veneto 2 - Venezia San Marco                        | L'Ulivo                   | Popolari e Democratici (PPI) |
| Enrico Cavaliere                      | Veneto 2                                            | LN                        | LN                           |
| Mariella Cavanna Scirea               | Piemonte 2 - Alba                                   | Polo per le Libertà       | FI                           |
| Luciano Caveri                        | Valle d'Aosta                                       | Vallée d'Aoste            | Misto/ML (UV)                |
| Alessandro Cè                         | Lombardia 2 - Lumezzane                             | LN                        | LN                           |
| Aldo Cennamo                          | Campania 1 - San Giorgio a Cremano                  | L'Ulivo                   | Sinistra Democratica (PDS)   |
| Pier Paolo Cento                      | Lazio 1 - Roma Zona Sub Gianicolense                | L'Ulivo                   | Misto (FdV)                  |
| Enzo Ceremigna                        | Lazio 1 - Roma Tuscolano                            | L'Ulivo                   | RI (SI)                      |
| Vincenzo Cerulli Irelli               | Abruzzo - Teramo                                    | L'Ulivo                   | Popolari e Democratici (PPI) |
| Luigi Cesaro                          | Campania 1                                          | FI                        | FI                           |
| Fabrizio Cesetti                      | Marche - Fermo                                      | L'Ulivo                   | Sinistra Democratica (PDS)   |
| Salvatore Cherchi                     | Sardegna - Carbonia                                 | L'Ulivo                   | Sinistra Democratica (PDS)   |
| Sergio Chiamparino                    | Piemonte 1 - Torino 4                               | L'Ulivo                   | Sinistra Democratica (PDS)   |
| Giacomo Chiappori                     | Liguria                                             | LN                        | LN                           |
| Francesca Chiavacci                   | Toscana - Sesto Fiorentino                          | L'Ulivo                   | Sinistra Democratica (PDS)   |
| Umberto Chincarini                    | Veneto 1                                            | LN                        | LN                           |
| Franco Chiusoli                       | Emilia-Romagna                                      | PDS                       | Sinistra Democratica (CS)    |
| Fabio Ciani                           | Lazio 1 - Tivoli                                    | L'Ulivo                   | Popolari e Democratici (UD)  |
| Elena Ciapusci                        | Lombardia 2 - Sondrio                               | LN                        | LN                           |
| Salvatore Cicu                        | Sardegna - Quartu Sant'Elena                        | Polo per le Libertà       | FI                           |
| Gabriele Cimadoro                     | Lombardia 1 - Milano 10                             | Polo per le Libertà       | CCD-CDU (CCD)                |
| Giancarlo Cito                        | Puglia - Taranto Italia - Monte Granaro             | Lega d'Azione Meridionale | Misto (LAM)                  |
| Sergio Cola                           | Campania 1 - San Giuseppe Vesuviano                 | Polo per le Libertà       | AN                           |
| Manlio Collavini                      | Friuli-Venezia Giulia - Udine                       | Polo per le Libertà       | FI                           |
| Lucio Colletti                        | Lombardia 1                                         | FI                        | FI                           |
| Edro Colombini                        | Piemonte 1                                          | FI                        | FI                           |
| Furio Colombo                         | Piemonte 1 - Torino 6                               | L'Ulivo                   | Sinistra Democratica (PDS)   |
| Paolo Colombo                         | Lombardia 2 - Cantù                                 | LN                        | LN                           |
| Luigi Colonna                         | Puglia                                              | AN                        | AN                           |
| Gaetano Colucci                       | Campania 2 - Salerno centro                         | Polo per le Libertà       | AN                           |
| Domenico Comino                       | Piemonte 2                                          | LN                        | LN                           |
| Gianfranco Conte                      | Lazio 2 - Formia                                    | Polo per le Libertà       | FI                           |
| Manlio Contento                       | Friuli-Venezia Giulia - Pordenone                   | Polo per le Libertà       | AN                           |
| Giulio Conti                          | Marche                                              | AN                        | AN                           |
| Pierluigi Copercini                   | Emilia-Romagna                                      | LN                        | LN                           |
| Elena Emma Cordoni                    | Toscana                                             | PDS                       | Sinistra Democratica (PDS)   |
| Franco Corleone                       | Abruzzo - Ortona                                    | L'Ulivo                   | Misto (FdV)                  |
| Paolo Corsini                         | Lombardia 2 - Brescia - Flero                       | L'Ulivo                   | Sinistra Democratica (PDS)   |
| Nicola Cosentino                      | Campania 2 - Capua                                  | Polo per le Libertà       | FI                           |
| Armando Cossutta                      | Campania 1                                          | PRC                       | PRC                          |
| Maura Cossutta                        | Piemonte 1                                          | PRC                       | PRC                          |
| Raffaele Costa                        | Piemonte 2 - Fossano                                | Polo per le Libertà       | FI                           |
| Giuseppe Covre                        | Veneto 2 - Oderzo                                   | LN                        | LN                           |
| Giovanni Crema                        | Veneto 2                                            | RI                        | RI (SI)                      |
| Rocco Crimi                           | Sicilia 2 - Messina centro storico                  | Polo per le Libertà       | FI                           |
| Famiano Crucianelli                   | Toscana - Montecatini Terme                         | L'Ulivo                   | Sinistra Democratica (MCU)   |
| Paolo Cuccu                           | Sardegna - Olbia                                    | Polo per le Libertà       | FI                           |
| Nicolò Antonio Cuscunà                | Campania 2 - Caserta                                | Polo per le Libertà       | AN                           |
| Mauro Cutrufo                         | Lazio 1 - Roma Val Melaina                          | L'Ulivo                   | Popolari e Democratici (PPI) |
| Massimo D'Alema                       | Puglia - Casarano                                   | L'Ulivo                   | Sinistra Democratica (PDS)   |
| Salvatore D'Alia                      | Sicilia 2 - Milazzo                                 | Polo per le Libertà       | CCD-CDU (CCD)                |
| Nando dalla Chiesa                    | Lombardia 1 - Paderno Dugnano                       | L'Ulivo                   | Misto (FdV)                  |
| Fiorenzo Dalla Rosa                   | Veneto 1 - Bassano del Grappa                       | LN                        | LN                           |
| Silvana Dameri                        | Piemonte 2                                          | PDS                       | Sinistra Democratica (PDS)   |
| Natale D'Amico                        | Toscana - Capannori                                 | L'Ulivo                   | RI                           |
| Luca Danese                           | Lazio 2                                             | FI                        | FI                           |
| Franco Danieli                        | Lombardia 1 - Milano 9                              | L'Ulivo                   | Misto (Rete)                 |
| Lino De Benetti                       | Liguria - Genova - Campomorone                      | L'Ulivo                   | Misto (FdV)                  |
| Walter De Cesaris                     | Lazio 1                                             | PRC                       | PRC                          |
| Ferdinando De Franciscis              | Campania 2 - Maddaloni                              | Polo per le Libertà       | CCD-CDU (CCD)                |
| Giacomo De Ghislanzoni Cardoli        | Lombardia 3 - Mortara                               | Polo per le Libertà       | FI                           |
| Anna Maria De Luca                    | Lombardia 1 - Vimercate                             | Polo per le Libertà       | FI                           |
| Ciriaco De Mita                       | Campania 2 - Mirabella Eclano                       | Democrazia e Libertà      | Popolari e Democratici (PPI) |
| Giovanni De Murtas                    | Sardegna - Tortolì                                  | Progressisti              | PRC                          |
| Cesare De Piccoli                     | Veneto 2 - Venezia - Mestre                         | L'Ulivo                   | Sinistra Democratica (PDS)   |
| Alberta De Simone                     | Campania 2 - Atripalda                              | L'Ulivo                   | Sinistra Democratica (PDS)   |
| Luisa Debiasio Calimani               | Veneto 1 - Albignasego                              | L'Ulivo                   | Sinistra Democratica (PDS)   |
| Antonina Dedoni                       | Sardegna - Serramanna                               | L'Ulivo                   | Sinistra Democratica (PDS)   |
| Giuseppe Del Barone                   | Campania 1                                          | FI                        | FI                           |
| Emilio Del Bono                       | Lombardia 2 - Brescia - Roncadelle                  | L'Ulivo                   | Popolari e Democratici (PPI) |
| Leone Delfino                         | Piemonte 1                                          | RI                        | RI (SI)                      |
| Teresio Delfino                       | Piemonte 2                                          | CCD-CDU                   | CCD-CDU (CDU)                |
| Giovanni Dell'Elce                    | Abruzzo                                             | FI                        | FI                           |
| Marcello Dell'Utri                    | Lombardia 3                                         | FI                        | FI                           |
| Sandro Delmastro Delle Vedove         | Piemonte 2 - Cossato                                | Polo per le Libertà       | AN                           |
| Giovanni Deodato                      | Lombardia 1 - Abbiategrasso                         | Polo per le Libertà       | FI                           |
| Giuseppe Detomas                      | Trentino-Alto Adige - Pergine Valsugana             | L'Ulivo                   | Misto/ML (UAL)               |
| Antonio Di Bisceglie                  | Friuli-Venezia Giulia                               | PDS                       | Sinistra Democratica (PDS)   |
| Fabio Di Capua                        | Puglia - San Severo                                 | L'Ulivo                   | Sinistra Democratica (PDS)   |
| Francesco Di Comite                   | Campania 2                                          | FI                        | FI                           |
| Giovanni Di Fonzo                     | Abruzzo - Lanciano                                  | L'Ulivo                   | Sinistra Democratica (PDS)   |
| Alberto di Luca                       | Lombardia 1 - Milano 11                             | Polo per le Libertà       | FI                           |
| Aniello Di Nardo                      | Campania 1 - Gragnano                               | Polo per le Libertà       | CCD-CDU (CCD)                |
| Ida D'Ippolito Vitale                 | Calabria                                            | FI                        | FI                           |
| Roberto Di Rosa                       | Liguria - Genova - Sestri                           | L'Ulivo                   | Sinistra Democratica (PDS)   |
| Giovanni Di Stasi                     | Molise - Termoli                                    | L'Ulivo                   | Sinistra Democratica (PDS)   |
| Oliviero Diliberto                    | Emilia-Romagna - Scandiano                          | Progressisti              | PRC                          |
| Lamberto Dini                         | Toscana - Firenze 2                                 | L'Ulivo                   | RI                           |
| Giovanni Divella                      | Puglia - Altamura                                   | Polo per le Libertà       | FI                           |
| Leonardo Domenici                     | Toscana - Bagno a Ripoli                            | L'Ulivo                   | Sinistra Democratica (PDS)   |
| Gianpaolo Dozzo                       | Veneto 2 - Montebelluna                             | LN                        | LN                           |
| Eugenio Duca                          | Marche - Ancona                                     | L'Ulivo                   | Sinistra Democratica (PDS)   |
| Lino Duilio                           | Lombardia 1 - Agrate Brianza                        | L'Ulivo                   | Popolari e Democratici (PPI) |
| Guido Dussin                          | Veneto 2 - Conegliano                               | LN                        | LN                           |
| Luciano Dussin                        | Veneto 2 - Castelfranco Veneto                      | LN                        | LN                           |
| Demetrio Errigo                       | Veneto 1 - Adria                                    | Polo per le Libertà       | FI                           |
| Fabio Evangelisti                     | Toscana - Massa                                     | L'Ulivo                   | Sinistra Democratica (PDS)   |
| Mauro Fabris                          | Veneto 1                                            | CCD-CDU                   | CCD-CDU (CDU)                |
| Cosimo Faggiano                       | Puglia - Mesagne                                    | L'Ulivo                   | Sinistra Democratica (PDS)   |
| Augusto Fantozzi                      | Lazio 1                                             | RI                        | RI                           |
| Piero Fassino                         | Piemonte 1 - venaria Reale                          | L'Ulivo                   | Sinistra Democratica (PDS)   |
| Roberto Faustinelli                   | Lombardia 2 - Orzinuovi                             | LN                        | LN                           |
| Sandra Fei                            | Lombardia 2                                         | AN                        | AN                           |
| Francesco Ferrari                     | Lombardia 2 - Ghedi                                 | L'Ulivo                   | Popolari e Democratici (PPI) |
| Giovanni Filocamo                     | Calabria - Locri                                    | Polo per le Libertà       | FI                           |
| Gianfranco Fini                       | Lazio 1 - Roma Della Vittoria                       | Polo per le Libertà       | AN                           |
| Francesco Fino                        | Calabria - Corigliano Calabro                       | Polo per le Libertà       | AN                           |
| Anna Finocchiaro Fidelbo              | Sicilia 2                                           | PDS                       | Sinistra Democratica (PDS)   |
| Publio Fiori                          | Lazio 1 - Roma Trieste                              | Polo per le Libertà       | AN                           |
| Giuseppe Fioroni                      | Lazio 2 - Viterbo                                   | L'Ulivo                   | Popolari e Democratici (PPI) |
| Ilario Floresta                       | Sicilia 2 - Giarre                                  | Polo per le Libertà       | FI                           |
| Pietro Folena                         | Veneto 1                                            | PDS                       | Sinistra Democratica (PDS)   |
| Marco Follini                         | Puglia                                              | CCD-CDU                   | CCD-CDU (CCD)                |
| Carlo Fongaro                         | Veneto 1 - Schio                                    | LN                        | LN                           |
| Rolando Fontan                        | Trentino-Alto Adige                                 | LN                        | LN                           |
| Pietro Fontanini                      | Friuli-Venezia Giulia                               | LN                        | LN                           |
| Francesco Formenti                    | Lombardia 1                                         | LN                        | LN                           |
| Tommaso Foti                          | Emilia-Romagna - Piacenza                           | Polo per le Libertà       | AN                           |
| Enzo Fragalà                          | Sicilia 1 - Palermo - Resuttana                     | Polo per le Libertà       | AN                           |
| Daniele Franz                         | Friuli-Venezia Giulia - Codroipo                    | Polo per le Libertà       | AN                           |
| Pieralfonso Fratta Pasini             | Veneto 1 - Verona Ovest                             | Polo per le Libertà       | FI                           |
| Franco Frattini                       | Trentino-Alto Adige - Bolzano                       | Polo per le Libertà       | FI                           |
| Aventino Frau                         | Veneto 1 - Legnago                                  | Polo per le Libertà       | FI                           |
| Angelo Fredda                         | Lazio 1 - Monterotondo                              | L'Ulivo                   | Sinistra Democratica (PDS)   |
| Gabriele Frigato                      | Veneto 1 - Rovigo                                   | L'Ulivo                   | Popolari e Democratici (PPI) |
| Carlo Ambrogio Frigerio               | Lombardia 2 - Tradate                               | LN                        | LN                           |
| Giuseppe Fronzuti                     | Campania 2 - Sala Consilina                         | Polo per le Libertà       | CCD-CDU (CCD)                |
| Luciana Frosio Roncalli               | Lombardia 2 - Ponte San Pietro                      | LN                        | LN                           |
| Marco Fumagalli                       | Lombardia 1 - Cinisello Balsamo                     | L'Ulivo                   | Sinistra Democratica (PDS)   |
| Sergio Fumagalli                      | Lombardia 1 - Melzo                                 | L'Ulivo                   | RI (SI)                      |
| Rocco Gaetani                         | Calabria - Crotone                                  | L'Ulivo                   | Sinistra Democratica (PDS)   |
| Alberto Gagliardi                     | Liguria                                             | FI                        | FI                           |
| Giuseppe Galati                       | Calabria - Lamezia Terme                            | Polo per le Libertà       | CCD-CDU (CCD)                |
| Primo Galdelli                        | Marche - Jesi                                       | Progressisti              | PRC                          |
| Alessandro Galeazzi                   | Basilicata                                          | AN                        | AN                           |
| Paolo Galletti                        | Emilia-Romagna - San Lazzaro di Savena              | L'Ulivo                   | Misto (FdV)                  |
| Giuseppe Gambale                      | Campania 1 - Marano di Napoli                       | L'Ulivo                   | Sinistra Democratica (PDS)   |
| Franca Gambato                        | Veneto 2                                            | LN                        | LN                           |
| Giorgio Gardiol                       | Piemonte 1 - Settimo Torinese                       | L'Ulivo                   | Misto (FdV)                  |
| Giacomo Garra                         | Sicilia 2                                           | FI                        | FI                           |
| Maurizio Gasparri                     | Lazio 1                                             | AN                        | AN                           |
| Pietro Gasperoni                      | Marche - Fano                                       | L'Ulivo                   | Sinistra Democratica (PDS)   |
| Luigi Gastaldi                        | Lombardia 3 - Voghera                               | Polo per le Libertà       | FI                           |
| Mario Gatto                           | Campania 2 - Aversa                                 | L'Ulivo                   | Sinistra Democratica (FL)    |
| Antonino Gazzara                      | Sicilia 2                                           | FI                        | FI                           |
| Mario Gazzilli                        | Campania 2 - Santa Maria Capua Vetere               | Polo per le Libertà       | FI                           |
| Johann Georg Widmann                  | Trentino-Alto Adige - Bressanone                    | Südtiroler Volkspartei    | Misto/ML (SVP)               |
| Franco Gerardini                      | Abruzzo - Giulianova                                | L'Ulivo                   | Sinistra Democratica (PDS)   |
| Salvatore Giacalone                   | Sicilia 1 - Mazara del Vallo                        | L'Ulivo                   | Popolari e Democratici (PPI) |
| Luigi Giacco                          | Marche - Osimo                                      | L'Ulivo                   | Sinistra Democratica (FL)    |
| Pietro Giannattasio                   | Campania 1                                          | FI                        | FI                           |
| Vasco Giannotti                       | Toscana - Arezzo                                    | L'Ulivo                   | Sinistra Democratica (PDS)   |
| Michele Giardiello                    | Campania 1 - Acerra                                 | L'Ulivo                   | Sinistra Democratica (PDS)   |
| Franco Giordano                       | Umbria - Orvieto                                    | Progressisti              | PRC                          |
| Alberto Giorgetti                     | Veneto 1 - Verona Est                               | Polo per le Libertà       | AN                           |
| Giancarlo Giorgetti                   | Lombardia 2 - Sesto Calende                         | LN                        | LN                           |
| Carlo Giovanardi                      | Emilia-Romagna                                      | CCD-CDU                   | CCD-CDU (CCD)                |
| Umberto Giovine                       | Lombardia 3 - Lodi                                  | Polo per le Libertà       | FI                           |
| Andrea Gissi                          | Puglia - Barletta                                   | Polo per le Libertà       | AN                           |
| Gaspare Giudice                       | Sicilia 1 - bagheria                                | Polo per le Libertà       | FI                           |
| Pasquale Giuliano                     | Campania 2                                          | FI                        | FI                           |
| Giuseppe Giulietti                    | Umbria - Gubbio                                     | L'Ulivo                   | Sinistra Democratica (PDS)   |
| Simone Gnaga                          | Toscana                                             | LN                        | LN                           |
| Domenico Gramazio                     | Lazio 1                                             | AN                        | AN                           |
| Giovanna Grignaffini                  | Emilia-Romagna - Bologna - Pianoro                  | L'Ulivo                   | Sinistra Democratica (PDS)   |
| Massimo Grillo                        | Sicilia 1 - Marsala                                 | Polo per le Libertà       | CCD-CDU (CDU)                |
| Tullio Grimaldi                       | Campania 1 - Pozzuoli                               | Progressisti              | PRC                          |
| Roberto Grugnetti                     | Lombardia 1                                         | LN                        | LN                           |
| Andrea Guarino                        | Lazio 1 - Roma Ostiense                             | L'Ulivo                   | RI                           |
| Mauro Guerra                          | Lombardia 2 - Merate                                | L'Ulivo                   | Sinistra Democratica (MCU)   |
| Roberto Guerzoni                      | Emilia-Romagna - Mirandola                          | L'Ulivo                   | Sinistra Democratica (PDS)   |
| Antonio Guidi                         | Puglia                                              | FI                        | FI                           |
| Ermanno Iacobellis                    | Puglia - Trani                                      | Polo per le Libertà       | AN                           |
| Renzo Innocenti                       | Toscana - Pistoia                                   | L'Ulivo                   | Sinistra Democratica (PDS)   |
| Nilde Iotti                           | Marche                                              | PDS                       | Sinistra Democratica (PDS)   |
| Domenico Izzo                         | Basilicata - Pisticci                               | L'Ulivo                   | Popolari e Democratici (PPI) |
| Francesca Izzo                        | Emilia-Romagna                                      | PDS                       | Sinistra Democratica (PDS)   |
| Eugenio Jannelli                      | Campania 1 - Napoli San Lorenzo                     | L'Ulivo                   | Sinistra Democratica (PDS)   |
| Giorgio La Malfa                      | Veneto 2 - Mirano                                   | L'Ulivo                   | Misto (PRI)                  |
| Ignazio La Russa                      | Lombardia 1 - Milano 2                              | Polo per le Libertà       | AN                           |
| Grazia Labate                         | Liguria - Rapallo                                   | L'Ulivo                   | Sinistra Democratica (PDS)   |
| Salvatore Ladu                        | Sardegna - Macomer                                  | L'Ulivo                   | Popolari e Democratici (PPI) |
| Bonaventura Lamacchia                 | Calabria                                            | RI                        | RI (PS)                      |
| Giampaolo Landi Di Chiavenna          | Lombardia 1 - Cologno Monzese                       | Polo per le Libertà       | AN                           |
| Mario Landolfi                        | Campania 2 - Sessa Aurunca                          | Polo per le Libertà       | AN                           |
| Roberto Lavagnini                     | Piemonte 2 - Biella                                 | Polo per le Libertà       | FI                           |
| Vito Leccese                          | Puglia - Putignano                                  | L'Ulivo                   | Misto (FdV)                  |
| Alberto Lembo                         | Veneto 1 - Arzignano                                | LN                        | LN                           |
| Maria Lenti                           | Marche - Urbino                                     | Progressisti              | PRC                          |
| Federico Guglielmo Lento              | Sicilia 1 - Gela                                    | L'Ulivo                   | Sinistra Democratica (PDS)   |
| Antonio Leone                         | Puglia                                              | FI                        | FI                           |
| Carlo Leoni                           | Lazio 1 - Roma Collatino                            | L'Ulivo                   | Sinistra Democratica (PDS)   |
| Marianna Li Calzi                     | Puglia                                              | FI                        | FI                           |
| Silvio Liotta                         | Sicilia 1 - Partinico                               | Polo per le Libertà       | FI                           |
| Domenico Lo Jucco                     | Lombardia 1 - Pioltello                             | Polo per le Libertà       | FI                           |
| Guido Lo Porto                        | Sicilia 1 - Palermo - Libertà                       | Polo per le Libertà       | AN                           |
| Antonino Lo Presti                    | Sicilia 1                                           | AN                        | AN                           |
| Giancarlo Lombardi                    | Piemonte 2                                          | Popolari per Prodi        | Popolari e Democratici (PPI) |
| Maria Rita Lorenzetti                 | Umbria - Foligno                                    | L'Ulivo                   | Sinistra Democratica (PDS)   |
| Antonio Lorusso                       | Puglia - Bari - Mola di Bari                        | Polo per le Libertà       | FI                           |
| Stefano Losurdo                       | Lombardia 3 - Pavia                                 | Polo per le Libertà       | AN                           |
| Mimmo Lucà                            | Piemonte 1 - Rivoli                                 | L'Ulivo                   | Sinistra Democratica (CS)    |
| Francesco Paolo Lucchese              | Sicilia 1 - Alcamo                                  | Polo per le Libertà       | CCD-CDU (CCD)                |
| Marcella Lucidi                       | Lazio 1 - Ardeatino                                 | L'Ulivo                   | Sinistra Democratica (CS)    |
| Giuseppe Lumia                        | Sicilia 1 - Termini Imerese                         | L'Ulivo                   | Sinistra Democratica (PDS)   |
| Antonio Maccanico                     | Campania 2 - Avellino                               | L'Ulivo                   | Popolari e Democratici (UD)  |
| Rocco Maggi                           | Puglia - Martina Franca                             | L'Ulivo                   | Popolari e Democratici (UD)  |
| Tiziana Maiolo                        | Lombardia 1 - Milano 8                              | Polo per le Libertà       | FI                           |
| Ugo Malagnino                         | Puglia - Manduria                                   | L'Ulivo                   | Sinistra Democratica (PDS)   |
| Mara Malavenda                        | Campania 1                                          | PRC                       | PRC                          |
| Giorgio Malentacchi                   | Toscana - Montevarchi                               | Progressisti              | PRC                          |
| Gennaro Malgieri                      | Campania 2 - Battipaglia                            | Polo per le Libertà       | AN                           |
| Paolo Mammola                         | Piemonte 2 - Borgomanero                            | Polo per le Libertà       | FI                           |
| Paolo Manca                           | Sardegna - Sassari                                  | L'Ulivo                   | RI (PS)                      |
| Claudia Mancina                       | Lazio 1                                             | PDS                       | Sinistra Democratica (PDS)   |
| Filippo Mancuso                       | Sicilia 1                                           | FI                        | FI                           |
| Antonino Mangiacavallo                | Sicilia 1 - Sciacca                                 | L'Ulivo                   | RI (PS)                      |
| Lucio Manisco                         | Liguria                                             | PRC                       | PRC                          |
| Ramon Mantovani                       | Emilia-Romagna - Faenza                             | Progressisti              | PRC                          |
| Alfredo Mantovano                     | Puglia - Squinzano                                  | Polo per le Libertà       | AN                           |
| Sergio Manzato                        | Veneto 1 - Este                                     | L'Ulivo                   | Sinistra Democratica (PDS)   |
| Paola Manzini                         | Emilia-Romagna - Vignola                            | L'Ulivo                   | Sinistra Democratica (PDS)   |
| Roberto Manzione                      | Campania 2 - Salerno - Mercato San Severino         | Polo per le Libertà       | CCD-CDU (CCD)                |
| Valentino Manzoni                     | Puglia - Brindisi                                   | Polo per le Libertà       | AN                           |
| Lucio Marengo                         | Puglia - Bari San Paolo - Stanic                    | Polo per le Libertà       | AN                           |
| Paola Mariani                         | Marche - Civitanova Marche                          | L'Ulivo                   | Sinistra Democratica (PDS)   |
| Nicandro Marinacci                    | Puglia - San Giovanni Rotondo                       | Polo per le Libertà       | CCD-CDU (CDU)                |
| Franco Marini                         | Abruzzo - Montesilvano                              | L'Ulivo                   | Popolari e Democratici (PPI) |
| Giovanni Marino                       | Sicilia 1 - Agrigento                               | Polo per le Libertà       | AN                           |
| Giovanni Marongiu                     | Liguria - Genova - San Fruttuoso                    | L'Ulivo                   | RI                           |
| Roberto Maroni                        | Lombardia 1                                         | LN                        | LN                           |
| Raffaele Marotta                      | Campania 2 - Vallo della Lucania                    | Polo per le Libertà       | FI                           |
| Giovanni Marras                       | Sardegna - Oristano                                 | Polo per le Libertà       | FI                           |
| Ugo Martinat                          | Piemonte 2 - Novara                                 | Polo per le Libertà       | AN                           |
| Piergiorgio Martinelli                | Lombardia 2 - Seriate                               | LN                        | LN                           |
| Luigi Martini                         | Toscana                                             | AN                        | AN                           |
| Antonio Martino                       | Sicilia 2                                           | FI                        | FI                           |
| Antonio Martusciello                  | Campania 1                                          | FI                        | FI                           |
| Antonio Marzano                       | Veneto 1                                            | FI                        | FI                           |
| Domenico Maselli                      | Toscana - Lucca                                     | L'Ulivo                   | Sinistra Democratica (CS)    |
| Diego Masi                            | Lombardia 3 - Castiglione delle Stiviere            | L'Ulivo                   | RI (PS)                      |
| Mario Masiero                         | Lombardia 3 - Vigevano                              | Polo per le Libertà       | FI                           |
| Luigi Massa                           | Piemonte 1 - Giaveno                                | L'Ulivo                   | Sinistra Democratica (PDS)   |
| Piergiorgio Massidda                  | Sardegna - Cagliari - Assemini                      | Polo per le Libertà       | FI                           |
| Mario Clemente Mastella               | Campania 2                                          | CCD-CDU                   | CCD-CDU (CCD)                |
| Francesco Mastroluca                  | Puglia - Manfredonia                                | L'Ulivo                   | Sinistra Democratica (PDS)   |
| Amedeo Matacena                       | Calabria - Reggio Calabria - Villa San Giovanni     | Polo per le Libertà       | FI                           |
| Cristina Matranga                     | Sicilia 1 - Palermo - Zisa                          | Polo per le Libertà       | FI                           |
| Sergio Mattarella                     | Sicilia 1                                           | Popolari per Prodi        | Popolari e Democratici (PPI) |
| Altero Matteoli                       | Toscana                                             | AN                        | AN                           |
| Gianni Francesco Mattioli             | Emilia-Romagna - Rimini - Riccione                  | L'Ulivo                   | Misto (FdV)                  |
| Massimo Mauro                         | Calabria - Catanzaro                                | L'Ulivo                   | Sinistra Democratica (PDS)   |
| Antonio Mazzocchi                     | Lazio 1                                             | AN                        | AN                           |
| Gianantonio Mazzocchin                | Veneto 1 - Padova - Selvazzano Dentro               | L'Ulivo                   | RI (PS)                      |
| Giovanna Melandri                     | Lazio 1 - Roma Portuense                            | L'Ulivo                   | Sinistra Democratica (PDS)   |
| Piero Melograni                       | Piemonte 1                                          | FI                        | FI                           |
| Giovanni Meloni                       | Sardegna                                            | PRC                       | PRC                          |
| Roberto Menia                         | Friuli-Venezia Giulia - Trieste Centro              | Polo per le Libertà       | AN                           |
| Giorgio Merlo                         | Piemonte 1 - Pinerolo                               | L'Ulivo                   | Popolari e Democratici (PPI) |
| Francesco Merloni                     | Marche - Pesaro                                     | L'Ulivo                   | Popolari e Democratici (PPI) |
| Vittorio Messa                        | Lazio 1 - Guidonia Montecelio                       | Polo per le Libertà       | AN                           |
| Gianfranco Micciché                   | Sicilia 1 - Cefalù                                  | Polo per le Libertà       | FI                           |
| Mario Michelangeli                    | Lazio 2                                             | PRC                       | PRC                          |
| Alberto Michelini                     | Lazio 1                                             | FI                        | FI                           |
| Mauro Michielon                       | Veneto 2 - Vittorio Veneto                          | LN                        | LN                           |
| Maurizio Migliavacca                  | Emilia-Romagna - Fiorenzuola d'Arda                 | L'Ulivo                   | Sinistra Democratica (PDS)   |
| Riccardo Migliori                     | Toscana                                             | AN                        | AN                           |
| Nicola Miraglia Del Giudice           | Campania 1                                          | AN                        | AN                           |
| Filippo Misuraca                      | Sicilia 1 - Caltanissetta                           | Polo per le Libertà       | FI                           |
| Pietro Mitolo                         | Trentino-Alto Adige                                 | AN                        | AN                           |
| Daniele Molgora                       | Lombardia 2 - Chiari                                | LN                        | LN                           |
| Giuseppe Molinari                     | Basilicata - Potenza                                | L'Ulivo                   | Popolari e Democratici (PPI) |
| Francesco Monaco                      | Lombardia 1 - Rho                                   | L'Ulivo                   | Popolari e Democratici (PPI) |
| Elena Montecchi                       | Emilia-Romagna - Guastalla                          | L'Ulivo                   | Sinistra Democratica (PDS)   |
| Gianfranco Morgando                   | Piemonte 1 - Torino 7                               | L'Ulivo                   | Popolari e Democratici (PPI) |
| Rosanna Moroni                        | Toscana - Prato - Carmignano                        | Progressisti              | PRC                          |
| Stefano Morselli                      | Emilia-Romagna                                      | AN                        | AN                           |
| Fabio Mussi                           | Toscana - Piombino                                  | L'Ulivo                   | Sinistra Democratica (PDS)   |
| Alessandra Mussolini                  | Campania 1 - Napoli - Ischia                        | Polo per le Libertà       | AN                           |
| Angelo Muzio                          | Piemonte 2                                          | PRC                       | PRC                          |
| Enrico Nan                            | Liguria - Albenga                                   | Polo per le Libertà       | FI                           |
| Domenico Nania                        | Sicilia 2 - Barcellona Pozzo di Gotto               | Polo per le Libertà       | AN                           |
| Angela Napoli                         | Calabria                                            | AN                        | AN                           |
| Gianfranco Nappi                      | Campania 1 - Torre Annunziata                       | L'Ulivo                   | Sinistra Democratica (MCU)   |
| Maria Celeste Nardini                 | Calabria                                            | PRC                       | PRC                          |
| Carmine Nardone                       | Campania 2                                          | PDS                       | Sinistra Democratica (PDS)   |
| Luigi Negri                           | Lombardia 2 - Saronno                               | Polo per le Libertà       | FI                           |
| Sebastiano Neri                       | Sicilia 2 - Paternò                                 | Polo per le Libertà       | AN                           |
| Nerio Nesi                            | Liguria - Sarzana                                   | Progressisti              | PRC                          |
| Gualberto Niccolini                   | Friuli-Venezia Giulia - Trieste - Muggia            | Polo per le Libertà       | FI                           |
| Giuseppe Niedda                       | Piemonte 1 - Rivarolo Canavese                      | L'Ulivo                   | Popolari e Democratici (PPI) |
| Luigi Nocera                          | Campania 2 - Scafati                                | Polo per le Libertà       | CCD-CDU (CCD)                |
| Diego Novelli                         | Piemonte 1 - Torino 2                               | L'Ulivo                   | Sinistra Democratica (PDS)   |
| Achille Occhetto                      | Emilia-Romagna - Bologna - Borgo Panigale           | L'Ulivo                   | Sinistra Democratica (PDS)   |
| Luigi Occhionero                      | Molise                                              | PDS                       | Sinistra Democratica (PDS)   |
| Gerardo Mario Oliverio                | Calabria - Rossano                                  | L'Ulivo                   | Sinistra Democratica (PDS)   |
| Luigi Olivieri                        | Trentino-Alto Adige - Lavis                         | L'Ulivo                   | Sinistra Democratica (PDS)   |
| Rosario Olivo                         | Calabria - Isola di Capo Rizzuto                    | L'Ulivo                   | Sinistra Democratica (FL)    |
| Federico Orlando                      | Molise - Campobasso                                 | L'Ulivo                   | Sinistra Democratica (PDS)   |
| Dario Ortolano                        | Piemonte 1 - Torino 5                               | Progressisti              | PRC                          |
| Massimo Ostillio                      | Puglia                                              | CCD-CDU                   | CCD-CDU (CCD)                |
| Carlo Pace                            | Campania 1                                          | AN                        | AN                           |
| Giovanni Pace                         | Abruzzo - Chieti                                    | Polo per le Libertà       | AN                           |
| Santino Pagano                        | Sicilia 2 - Messina Mata e Grifone                  | Polo per le Libertà       | CCD-CDU (CCD)                |
| Giancarlo Pagliarini                  | Lombardia 3                                         | LN                        | LN                           |
| Nicola Pagliuca                       | Basilicata - Melfi                                  | Polo per le Libertà       | FI                           |
| Gabriele Pagliuzzi                    | Lombardia 1 - Milano 7                              | Polo per le Libertà       | AN                           |
| Mauro Paissan                         | Toscana - Pisa                                      | L'Ulivo                   | Misto (FdV)                  |
| Paolo Palma                           | Calabria - Cosenza                                  | L'Ulivo                   | Popolari e Democratici (PPI) |
| Elio Massimo Palmizio                 | Emilia-Romagna                                      | FI                        | FI                           |
| Giuseppe Palumbo                      | Sicilia 2 - Catania Picanello                       | Polo per le Libertà       | FI                           |
| Fedele Pampo                          | Puglia - Nardò                                      | Polo per le Libertà       | AN                           |
| Giorgio Panattoni                     | Piemonte 1 - Ivrea                                  | L'Ulivo                   | Sinistra Democratica (PDS)   |
| Giovanni Panetta                      | Toscana                                             | CCD-CDU                   | CCD-CDU (CDU)                |
| Benito Paolone                        | Sicilia 2 - Catania Cardinale                       | Polo per le Libertà       | AN                           |
| Tiziana Parenti                       | Toscana - Grosseto                                  | Polo per le Libertà       | FI                           |
| Adriano Paroli                        | Lombardia 2 - Desenzano del Garda                   | Polo per le Libertà       | FI                           |
| Ugo Parolo                            | Lombardia 2 - Morbegno                              | LN                        | LN                           |
| Ennio Parrelli                        | Lazio 1 - Roma Monte Sacro                          | L'Ulivo                   | Sinistra Democratica (PDS)   |
| Giorgio Pasetto                       | Lazio 1 - Roma Prenestino-Centocelle                | L'Ulivo                   | Popolari e Democratici (PPI) |
| Nicola Pasetto                        | Veneto 1                                            | AN                        | AN                           |
| Alfonso Pecoraro Scanio               | Campania 1 - Napoli Arenella                        | L'Ulivo                   | Misto (FdV)                  |
| Renzo Penna                           | Piemonte 2 - Alessandria                            | L'Ulivo                   | Sinistra Democratica (PDS)   |
| Laura Maria Pennacchi                 | Toscana                                             | PDS                       | Sinistra Democratica (PDS)   |
| Antonio Pepe                          | Puglia - Foggia centro                              | Polo per le Libertà       | AN                           |
| Mario Pepe                            | Campania 2 - Ariano Irpino                          | L'Ulivo                   | Popolari e Democratici (PPI) |
| Ettore Peretti                        | Veneto 1 - Bussolengo                               | Polo per le Libertà       | CCD-CDU (CCD)                |
| Paolo Peruzza                         | Veneto 2 - Chioggia                                 | L'Ulivo                   | Sinistra Democratica (PDS)   |
| Giuseppe Petrella                     | Campania 1 - Portici                                | L'Ulivo                   | Sinistra Democratica (PDS)   |
| Pierluigi Petrini                     | Emilia-Romagna - Fidenza                            | L'Ulivo                   | RI                           |
| Mario Pezzoli                         | Veneto 2 - Venezia - San Dona' di Piave             | Polo per le Libertà       | AN                           |
| Marco Pezzoni                         | Lombardia 3 - Cremona                               | L'Ulivo                   | Sinistra Democratica (PDS)   |
| Salvatore Piccolo                     | Campania 1 - Casoria                                | L'Ulivo                   | Popolari e Democratici (PPI) |
| Giovanni Pilo                         | Emilia-Romagna                                      | FI                        | FI                           |
| Roberto Pinza                         | Emilia-Romagna - Cesena                             | L'Ulivo                   | Popolari e Democratici (PPI) |
| Ettore Pirovano                       | Lombardia 2 - Treviglio                             | LN                        | LN                           |
| Beppe Pisanu                          | Sardegna                                            | FI                        | FI                           |
| Giuliano Pisapia                      | Lombardia 1                                         | PRC                       | PRC                          |
| Rino Piscitello                       | Sicilia 2 - Augusta                                 | L'Ulivo                   | Misto (Rete)                 |
| Lapo Pistelli                         | Toscana - Scandicci                                 | L'Ulivo                   | Popolari e Democratici (PPI) |
| Gabriella Pistone                     | Lazio 1                                             | PRC                       | PRC                          |
| Giovanni Pittella                     | Basilicata - Lauria                                 | L'Ulivo                   | Sinistra Democratica (FL)    |
| Domenico Pittino                      | Friuli-Venezia Giulia - Cividale del Friuli         | LN                        | LN                           |
| Antonio Piva                          | Veneto 1 - Villafranca di Verona                    | Polo per le Libertà       | FI                           |
| Irene Pivetti                         | Lombardia 2 - Varese                                | LN                        | LN                           |
| Paolo Polenta                         | Marche - Ascoli Piceno                              | L'Ulivo                   | Popolari e Democratici (PPI) |
| Adriana Poli Bortone                  | Puglia - Lecce                                      | Polo per le Libertà       | AN                           |
| Rosario Polizzi                       | Puglia - Modugno                                    | Polo per le Libertà       | AN                           |
| Massimo Pompili                       | Lazio 1 - Roma Torre Angela                         | L'Ulivo                   | Sinistra Democratica (PDS)   |
| Carmelo Porcu                         | Sardegna                                            | AN                        | AN                           |
| Guido Possa                           | Lombardia 2                                         | FI                        | FI                           |
| Elisa Pozza Tasca                     | Lombardia 2                                         | RI                        | RI (PS)                      |
| Mario Prestamburgo                    | Friuli-Venezia Giulia - Gorizia                     | L'Ulivo                   | Popolari e Democratici (PPI) |
| Stefania Prestigiacomo                | Sicilia 2 - Siracusa                                | Polo per le Libertà       | FI                           |
| Cesare Previti                        | Lazio 1 - Roma Tomba di Nerone                      | Polo per le Libertà       | FI                           |
| Annamaria Procacci                    | Campania 1 - Napoli San Carlo Arena                 | L'Ulivo                   | Misto (FdV)                  |
| Romano Prodi                          | Emilia-Romagna - Bologna - Mazzini                  | L'Ulivo                   | Popolari e Democratici (PPI) |
| Livio Proietti                        | Lazio 1                                             | AN                        | AN                           |
| Gaetano Rabbito                       | Sicilia 2 - Enna                                    | L'Ulivo                   | Sinistra Democratica (PDS)   |
| Roberto Radice                        | Lombardia 1 - Monza                                 | Polo per le Libertà       | FI                           |
| Paolo Raffaelli                       | Umbria - Terni                                      | L'Ulivo                   | Sinistra Democratica (PDS)   |
| Franco Raffaldini                     | Lombardia 3 - Suzzara                               | L'Ulivo                   | Sinistra Democratica (PDS)   |
| Michele Rallo                         | Sicilia 1 - Trapani                                 | Polo per le Libertà       | AN                           |
| Umberto Ranieri                       | Campania 1 - Napoli Secondigliano                   | L'Ulivo                   | Sinistra Democratica (PDS)   |
| Gaetano Rasi                          | Piemonte 1                                          | AN                        | AN                           |
| Lino Rava                             | Piemonte 2 - Acqui Terme                            | L'Ulivo                   | Sinistra Democratica (PDS)   |
| Giorgio Rebuffa                       | Liguria - Sanremo                                   | Polo per le Libertà       | FI                           |
| Alessandro Repetto                    | Liguria - Chiavari                                  | L'Ulivo                   | Popolari e Democratici (PPI) |
| Michele Ricci                         | Puglia - Foggia - Lucera                            | L'Ulivo                   | Popolari e Democratici (PPI) |
| Eugenio Riccio                        | Molise - Isernia                                    | Polo per le Libertà       | AN                           |
| Paolo Ricciotti                       | Lombardia 1                                         | RI                        | RI                           |
| Gianni Risari                         | Lombardia 3 - Crema                                 | L'Ulivo                   | Popolari e Democratici (PPI) |
| Lamberto Riva                         | Lombardia 2 - Lecco                                 | L'Ulivo                   | Popolari e Democratici (PPI) |
| Nicola Rivelli                        | Campania 1 - Napoli Pianura                         | Polo per le Libertà       | FI                           |
| Gianni Rivera                         | Piemonte 2 - Novi Ligure                            | L'Ulivo                   | RI (PS)                      |
| Dario Rivolta                         | Lombardia 1 - Desio                                 | Polo per le Libertà       | FI                           |
| Antonietta Rizza                      | Sicilia 2                                           | PDS                       | Sinistra Democratica (PDS)   |
| Cesare Rizzi                          | Lombardia 2 - Erba                                  | LN                        | LN                           |
| Antonio Rizzo                         | Campania 2 - Nocera Inferiore                       | Polo per le Libertà       | AN                           |
| Marco Rizzo                           | Toscana - Firenze - Pontassieve                     | Progressisti              | PRC                          |
| Flavio Rodeghiero                     | Veneto 1 - Cittadella                               | LN                        | LN                           |
| Sergio Rogna Manassero Di Costigliole | Piemonte 1 - Moncalieri                             | L'Ulivo                   | Popolari e Democratici (PPI) |
| Paolo Romani                          | Lombardia 1 - Busto Garolfo                         | Polo per le Libertà       | FI                           |
| Daniele Roscia                        | Lombardia 2 - Rezzato                               | LN                        | LN                           |
| Giuseppe Rossetto                     | Lombardia 1 - Corsico                               | Polo per le Libertà       | FI                           |
| Edo Rossi                             | Lombardia 3                                         | PRC                       | PRC                          |
| Oreste Rossi                          | Piemonte 2                                          | LN                        | LN                           |
| Giuseppe Rossiello                    | Puglia - Bitonto                                    | L'Ulivo                   | Sinistra Democratica (PDS)   |
| Roberto Rosso                         | Piemonte 2 - Vercelli                               | Polo per le Libertà       | FI                           |
| Antonio Rotundo                       | Puglia - Galatina                                   | L'Ulivo                   | Sinistra Democratica (PDS)   |
| Antonio Ruberti                       | Lazio 1 - Roma Gianicolense                         | L'Ulivo                   | Sinistra Democratica (PDS)   |
| Alessandro Rubino                     | Lombardia 1 - Seregno                               | Polo per le Libertà       | FI                           |
| Paolo Rubino                          | Puglia - Massafra                                   | L'Ulivo                   | Sinistra Democratica (PDS)   |
| Elvio Ruffino                         | Friuli-Venezia Giulia - Cervignano del Friuli       | L'Ulivo                   | Sinistra Democratica (PDS)   |
| Ruggero Ruggeri                       | Lombardia 3 - Mantova                               | L'Ulivo                   | Popolari e Democratici (PPI) |
| Rosa Jervolino Russo                  | Campania 1 - Napoli Fuorigrotta                     | L'Ulivo                   | Popolari e Democratici (PPI) |
| Paolo Russo                           | Campania 1 - Nola                                   | Polo per le Libertà       | FI                           |
| Piero Ruzzante                        | Veneto 1 - Padova Centro storico                    | L'Ulivo                   | Sinistra Democratica (PDS)   |
| Sergio Sabattini                      | Emilia-Romagna - Casalecchio di Reno                | L'Ulivo                   | Sinistra Democratica (PDS)   |
| Antonio Saia                          | Abruzzo                                             | PRC                       | PRC                          |
| Isaia Sales                           | Campania 2                                          | PDS                       | Sinistra Democratica (PDS)   |
| Michele Salvati                       | Lombardia 1                                         | PDS                       | Sinistra Democratica (PDS)   |
| Daniela Santandrea                    | Emilia-Romagna                                      | LN                        | LN                           |
| Angelo Santori                        | Lazio 1 - Colleferro                                | Polo per le Libertà       | FI                           |
| Angelo Sanza                          | Lazio 1 - Roma Pietralata                           | Polo per le Libertà       | CCD-CDU (CDU)                |
| Giovanni Saonara                      | Veneto 1 - Piove di Sacco                           | L'Ulivo                   | Popolari e Democratici (PPI) |
| Michele Saponara                      | Lombardia 1 - Milano 4                              | Polo per le Libertà       | FI                           |
| Gianfranco Saraca                     | Lazio 2 - Tarquinia                                 | Polo per le Libertà       | FI                           |
| Luigi Saraceni                        | Calabria - Castrovillari                            | L'Ulivo                   | Sinistra Democratica (PDS)   |
| Enzo Savarese                         | Lazio 1 - Pomezia                                   | Polo per le Libertà       | FI                           |
| Giulio Savelli                        | Lombardia 1 - Legnano                               | Polo per le Libertà       | FI                           |
| Luciana Sbarbati                      | Marche - Senigallia                                 | L'Ulivo                   | Misto (PRI)                  |
| Claudio Scajola                       | Liguria - Imperia                                   | Polo per le Libertà       | FI                           |
| Massimo Scalia                        | Lazio 1 - Roma Prenestino-Labicano                  | L'Ulivo                   | Misto (FdV)                  |
| Gianluigi Scaltritti                  | Marche - San Benedetto del Tronto                   | Polo per le Libertà       | FI                           |
| Dino Scantamburlo                     | Veneto 1 - Vigonza                                  | L'Ulivo                   | Popolari e Democratici (PPI) |
| Paolo Scarpa Bonazza Buora            | Veneto 2                                            | FI                        | FI                           |
| Gian Franco Schietroma                | Lazio 2 - Frosinone                                 | L'Ulivo                   | Sinistra Democratica (PSDI)  |
| Sandro Schmid                         | Trentino-Alto Adige - Trento                        | L'Ulivo                   | Sinistra Democratica (PDS)   |
| Roberto Sciacca                       | Lazio 1 - Roma Primavalle                           | L'Ulivo                   | Sinistra Democratica (MCU)   |
| Maretta Scoca                         | Lazio 2                                             | CCD-CDU                   | CCD-CDU (CCD)                |
| Giuseppe Scozzari                     | Sicilia 1 - Canicattì                               | L'Ulivo                   | Misto (Rete)                 |
| Osvaldo Scrivani                      | Abruzzo                                             | PDS                       | Sinistra Democratica (PDS)   |
| Sauro Sedioli                         | Emilia-Romagna - Forlì                              | L'Ulivo                   | Sinistra Democratica (PDS)   |
| Gustavo Selva                         | Veneto 2                                            | AN                        | AN                           |
| Anna Maria Serafini                   | Lazio 2                                             | PDS                       | Sinistra Democratica (PDS)   |
| Achille Serra                         | Lombardia 1 - Milano 6                              | Polo per le Libertà       | FI                           |
| Giuseppina Servodio                   | Puglia - Triggiano                                  | L'Ulivo                   | Popolari e Democratici (PPI) |
| Gino Settimi                          | Lazio 1 - Velletri                                  | L'Ulivo                   | Sinistra Democratica (PDS)   |
| Vittorio Sgarbi                       | Friuli-Venezia Giulia                               | FI                        | Misto (FI/Ind.)              |
| Vincenzo Sica                         | Basilicata - Matera                                 | L'Ulivo                   | Sinistra Democratica (PDS)   |
| Stefano Signorini                     | Veneto 1 - San Giovanni Lupatoto                    | LN                        | LN                           |
| Elsa Signorino                        | Emilia-Romagna - Ravenna - Lugo                     | L'Ulivo                   | Sinistra Democratica (PDS)   |
| Alberto Simeone                       | Campania 2 - Benevento                              | Polo per le Libertà       | AN                           |
| Vincenzo Siniscalchi                  | Campania 1 - Napoli Vomero                          | L'Ulivo                   | Sinistra Democratica (PDS)   |
| Giannicola Sinisi                     | Puglia - Andria                                     | L'Ulivo                   | Popolari e Democratici (PPI) |
| Uberto Siola                          | Campania 1 - Pomigliano d'Arco                      | L'Ulivo                   | Sinistra Democratica (PDS)   |
| Sergio Soave                          | Piemonte 2 - Savigliano                             | L'Ulivo                   | Sinistra Democratica (PDS)   |
| Antonio Soda                          | Emilia-Romagna - Reggio Emilia                      | L'Ulivo                   | Sinistra Democratica (PDS)   |
| Bruno Solaroli                        | Emilia-Romagna - Imola                              | L'Ulivo                   | Sinistra Democratica (PDS)   |
| Giuseppe Soriero                      | Calabria - Soverato                                 | L'Ulivo                   | Sinistra Democratica (PDS)   |
| Antonello Soro                        | Sardegna - Nuoro                                    | L'Ulivo                   | Popolari e Democratici (PPI) |
| Nino Sospiri                          | Abruzzo - Pescara                                   | Polo per le Libertà       | AN                           |
| Valdo Spini                           | Toscana - Firenze 3                                 | L'Ulivo                   | Sinistra Democratica (FL)    |
| Francesco Stagno D'Alcontres          | Sicilia 2 - Taormina                                | Polo per le Libertà       | FI                           |
| Ernesto Stajano                       | Campania 1 - Torre del Greco                        | L'Ulivo                   | RI                           |
| Rosa Stanisci                         | Puglia                                              | PDS                       | Sinistra Democratica (PDS)   |
| Stefano Stefani                       | Veneto 1                                            | LN                        | LN                           |
| Carlo Stelluti                        | Lombardia 1 - Bollate                               | L'Ulivo                   | Sinistra Democratica (CS)    |
| Francesco Storace                     | Lazio 1 - Roma Trionfale                            | Polo per le Libertà       | AN                           |
| Francesco Stradella                   | Piemonte 2                                          | FI                        | FI                           |
| Alfredo Strambi                       | Toscana - Cascina                                   | Progressisti              | PRC                          |
| Giacomo Stucchi                       | Lombardia 2 - Dalmine                               | LN                        | LN                           |
| Marco Susini                          | Toscana - Livorno - Collesalvetti                   | L'Ulivo                   | Sinistra Democratica (PDS)   |
| Mario Alberto Taborelli               | Lombardia 2 - Olgiate Comasco                       | Polo per le Libertà       | FI                           |
| Marco Taradash                        | Campania 2 - Cava de' Tirreni                       | Polo per le Libertà       | FI                           |
| Vittorio Tarditi                      | Piemonte 2 - Trecate                                | Polo per le Libertà       | FI                           |
| Ferdinando Targetti                   | Lombardia 1 - San Giuliano Milanese                 | L'Ulivo                   | Sinistra Democratica (PDS)   |
| Mario Tassone                         | Calabria                                            | CCD-CDU                   | CCD-CDU (CDU)                |
| Giuseppe Tatarella                    | Puglia - Bari Libertà - Marconi                     | Polo per le Libertà       | AN                           |
| Flavio Tattarini                      | Toscana - Massa Marittima                           | L'Ulivo                   | Sinistra Democratica (PDS)   |
| Silvestro Terzi                       | Lombardia 2 - Costa Volpino                         | LN                        | LN                           |
| Lucio Testa                           | Lazio 2 - Cassino                                   | L'Ulivo                   | RI                           |
| Roberto Tortoli                       | Toscana                                             | FI                        | FI                           |
| Renzo Tosolini                        | Lombardia 2 - Busto Arsizio                         | Polo per le Libertà       | AN                           |
| Sergio Trabattoni                     | Lombardia 3 - Soresina                              | L'Ulivo                   | Sinistra Democratica (PDS)   |
| Enzo Trantino                         | Sicilia 2 - Gravina di Catania                      | Polo per le Libertà       | AN                           |
| Mirko Tremaglia                       | Lombardia 2 - Bergamo                               | Polo per le Libertà       | AN                           |
| Giulio Tremonti                       | Lombardia 2                                         | FI                        | FI                           |
| Tiziano Treu                          | Veneto 1 - Vicenza                                  | L'Ulivo                   | RI                           |
| Paolo Tringali                        | Sicilia 2 - Acireale                                | Polo per le Libertà       | AN                           |
| Domenico Tuccillo                     | Campania 1 - Afragola                               | L'Ulivo                   | Popolari e Democratici (PPI) |
| Lanfranco Turci                       | Emilia-Romagna - Modena - Sassuolo                  | L'Ulivo                   | Sinistra Democratica (PDS)   |
| Livia Turco                           | Piemonte 1 - Collegno                               | L'Ulivo                   | Sinistra Democratica (PDS)   |
| Sauro Turroni                         | Emilia-Romagna - Carpi                              | L'Ulivo                   | Misto (FdV)                  |
| Giuliano Urbani                       | Umbria                                              | FI                        | FI                           |
| Adolfo Urso                           | Lazio 2                                             | AN                        | AN                           |
| Mario Valducci                        | Lombardia 1 - Milano 5                              | Polo per le Libertà       | FI                           |
| Raffaele Valensise                    | Calabria                                            | AN                        | AN                           |
| Maria Pia Valetto                     | Piemonte 1 - Torino 1                               | L'Ulivo                   | Popolari e Democratici (PPI) |
| Tiziana Valpiana                      | Veneto 1                                            | PRC                       | PRC                          |
| Mauro Vannoni                         | Toscana - Prato - Montemurlo                        | L'Ulivo                   | Sinistra Democratica (PDS)   |
| Luigino Vascon                        | Veneto 1 - Dueville                                 | LN                        | LN                           |
| Elio Veltri                           | Toscana - Carrara                                   | L'Ulivo                   | Sinistra Democratica (PDS)   |
| Walter Veltroni                       | Lazio 1 - Roma centro                               | L'Ulivo                   | Sinistra Democratica (PDS)   |
| Nichi Vendola                         | Puglia                                              | PRC                       | PRC                          |
| Armando Veneto                        | Calabria - Palmi                                    | L'Ulivo                   | Popolari e Democratici (PPI) |
| Gaetano Veneto                        | Puglia                                              | PDS                       | Sinistra Democratica (PDS)   |
| Eugenio Viale                         | Piemonte 2 - Casale Monferrato                      | Polo per le Libertà       | FI                           |
| Adriano Vignali                       | Emilia-Romagna - Ferrara - Cento                    | L'Ulivo                   | Sinistra Democratica (MCU)   |
| Adriana Vigneri                       | Veneto 2 - Treviso                                  | L'Ulivo                   | Sinistra Democratica (PDS)   |
| Fabrizio Vigni                        | Toscana - Siena                                     | L'Ulivo                   | Sinistra Democratica (PDS)   |
| Roberto Villetti                      | Campania 2                                          | RI                        | RI (SI)                      |
| Luciano Violante                      | Sicilia 1                                           | PDS                       | Sinistra Democratica (PDS)   |
| Vincenzo Visco                        | Umbria - Perugia centro                             | L'Ulivo                   | Sinistra Democratica (PDS)   |
| Vincenzo Maria Vita                   | Lazio 1 - Marino                                    | L'Ulivo                   | Sinistra Democratica (PDS)   |
| Luigi Vitali                          | Puglia - Francavilla Fontana                        | Polo per le Libertà       | FI                           |
| Elio Vito                             | Sicilia 2 - Catania - Misterbianco                  | Polo per le Libertà       | FI                           |
| Vittorio Voglino                      | Piemonte 2 - Asti                                   | L'Ulivo                   | Popolari e Democratici (PPI) |
| Luca Volontè                          | Lombardia 2                                         | CCD-CDU                   | CCD-CDU (CDU)                |
| Domenico Volpini                      | Lazio 1 - Roma Appio-Latino                         | L'Ulivo                   | Popolari e Democratici (PPI) |
| Salvatore Vozza                       | Campania 1 - Castellammare di Stabia                | L'Ulivo                   | Sinistra Democratica (PDS)   |
| Vincenzo Zaccheo                      | Lazio 2 - Latina                                    | Polo per le Libertà       | AN                           |
| Marco Zacchera                        | Piemonte 2 - Verbania                               | Polo per le Libertà       | AN                           |
| Alfredo Zagatti                       | Emilia-Romagna - Ferrara - Via Bologna              | L'Ulivo                   | Sinistra Democratica (PDS)   |
| Mauro Zani                            | Emilia-Romagna - San Giovanni in Persiceto          | L'Ulivo                   | Sinistra Democratica (PDS)   |
| Karl Zeller                           | Trentino-Alto Adige - Merano                        | Südtiroler Volkspartei    | Misto/ML (SVP)               |

## Deputati subentranti proclamati eletti ad inizio legislatura
- In data 31.07.1996 è proclamata Ida D'Ippolito, in seguito alla opzione di Vittorio Sgarbi, eletto in più circoscrizioni.

## Modifiche intervenute
Variazioni nella composizione della Camera
| Uscente               | Lista               | Subentrante          | Lista                               | Circoscrizione/collegio                         | Causa      | Data cessazione | Data subentro |
| --------------------- | ------------------- | -------------------- | ----------------------------------- | ----------------------------------------------- | ---------- | --------------- | ------------- |
| Lucio Manisco         | PRC                 | Emiliana Santoli     | PRC                                 | Liguria                                         | Dimissioni | 24.07.1996      | 25.07.1996    |
| Carlo Frigerio        | LN                  | Dario Galli          | LN                                  | Lombardia 2 - Tradate                           | Decesso    | 16.03.1997      | 04.06.1997    |
| Nicola Pasetto        | AN                  | Filippo Ascierto     | AN                                  | Veneto 1                                        | Decesso    | 29.03.1997      | 02.04.1997    |
| Luigi Colonna         | AN                  | Eugenio Ozza         | AN                                  | Puglia (rec. collegio Tricase)                  | Decesso    | 23.01.1998      | 28.01.1998    |
| Achille Serra         | Polo per le Libertà | Gaetano Pecorella    | FI - AN - CCD - Pens. - Polo        | Lombardia 1 - Milano 6                          | Dimissioni | 31.03.1998      | 24.06.1998    |
| Raffaele Valensise    | AN                  | Elio Colosimo        | AN                                  | Puglia (rec. collegio Catanzaro)                | Dimissioni | 15.09.1998      | 16.09.1998    |
| Giuseppe Tatarella    | Polo per le Libertà | Salvatore Tatarella  | FI - CCD - CDL - Ambiente Club - AN | Puglia - Bari Libertà - Marconi                 | Decesso    | 08.02.1999      | 09.05.1999    |
| Carmine Nardone       | PDS                 | Michele Corvino      | PDS                                 | Campania 2 (rec. collegio Casal di Principe)    | Decadenza  | 14.04.1999      | 14.04.1999    |
| Adriana Poli Bortone  | Polo per le Libertà | Cosimo Casilli       | L'Ulivo                             | Puglia - Lecce                                  | Decadenza  | 14.04.1999      | 27.06.1999    |
| Paolo Corsini         | L'Ulivo             | Aldo Rebecchi        | Centro-sinistra                     | Lombardia 2 - Brescia - Flero                   | Decadenza  | 14.04.1999      | 27.06.1999    |
| Giovanni Panetta      | CCD-CDU             | Grazia Sestini       | CCD-CDU                             | Toscana                                         | Decesso    | 03.07.1999      | 06.07.1999    |
| Leonardo Domenici     | L'Ulivo             | Michele Ventura      | L'Ulivo                             | Toscana - Bagno a Ripoli                        | Dimissioni | 10.09.1999      | 02.12.1999    |
| Paolo Raffaelli       | L'Ulivo             | Enrico Micheli       | L'Ulivo                             | Umbria - Terni                                  | Dimissioni | 10.09.1999      | 02.12.1999    |
| Romano Prodi          | L'Ulivo             | Arturo Parisi        | L'Ulivo                             | Emilia-Romagna - Bologna - Mazzini              | Dimissioni | 16.09.1999      | 02.12.1999    |
| Giovanni Pittella     | L'Ulivo             | Antonio Luongo       | L'Ulivo                             | Basilicata - Lauria                             | Dimissioni | 23.09.1999      | 28.11.1999    |
| Nilde Iotti           | PDS                 | Marisa Abbondanzieri | PDS                                 | Marche                                          | Dimissioni | 18.11.1999      | 18.11.1999    |
| Giovanni De Murtas    | Progressisti        | Antonio Loddo        | L'Ulivo                             | Sardegna - Tortolì                              | Decesso    | 01.04.2000      | 20.06.2000    |
| Luigi Cesaro          | FI                  | Francesco Maione     | FI                                  | Campania 1 (rec. collegio Napoli Secondigliano) | Dimissioni | 31.05.2000      | 31.05.2000    |
| Enrico Cavaliere      | LN                  | Luciano Donner       | LN                                  | Veneto 2 (rec. collegio Treviso)                | Dimissioni | 08.06.2000      | 13.06.2000    |
| Oreste Rossi          | LN                  | Guido Giuseppe Rossi | LN                                  | Piemonte 2 (rec. collegio Savigliano)           | Dimissioni | 12.07.2000      | 18.07.2000    |
| Maretta Scoca         | CCD-CDU             | Clemente Carta       | CCD-CDU                             | Lazio 2                                         | Dimissioni | 26.02.2001      | 27.02.2001    |
| Gaetano Rasi          | AN                  | Giorgio Bissacco     | AN                                  | Piemonte 1 (rec. collegio Torino 5)             | Dimissioni | 14.03.2001      | 14.03.2001    |
| Mauro Paissan         | L'Ulivo             | –                    | –                                   | Toscana - Pisa                                  | Dimissioni | 14.03.2001      | –             |
| Maria Rita Lorenzetti | L'Ulivo             | –                    | –                                   | Umbria - Foligno                                | Dimissioni | 23.05.2000      | –             |
| Giovanni Pace         | Polo per le Libertà | –                    | –                                   | Abruzzo - Chieti                                | Dimissioni | 23.05.2000      | –             |
| Giovanni Di Stasi     | L'Ulivo             | –                    | –                                   | Molise - Termoli                                | Dimissioni | 24.05.2000      | –             |
| Nicola Pagliuca       | Polo per le Libertà | –                    | –                                   | Basilicata - Melfi                              | Dimissioni | 30.05.2000      | –             |
| Francesco Storace     | Polo per le Libertà | –                    | –                                   | Lazio 1 - Roma Trionfale                        | Dimissioni | 30.05.2000      | –             |
| Antonio Ruberti       | L'Ulivo             | –                    | –                                   | Lazio 1 - Roma Gianicolense                     | Decesso    | 04.09.2000      | –             |
| Giovanni Filocamo     | Polo per le Libertà | –                    | –                                   | Calabria - Locri                                | Dimissioni | 19.09.2000      | –             |

Variazioni nella composizione dei gruppi
Sinistra Democratica - L'Ulivo
- In data 29.01.1997 lascia il gruppo Federico Orlando, che aderisce a Rinnovamento Italiano
- In data 24.02.1998 muta la denominazione in Democratici di Sinistra - L'Ulivo.
- In data 09.03.1998 aderisce al gruppo Giorgio Benvenuto, proveniente dai Popolari e Democratici - L'Ulivo.
- In data 12.05.1998 lascia il gruppo Gian Franco Schietroma, che aderisce ai Socialisti Democratici Italiani.
- In data 09.10.1998 lascia il gruppo Federico Guglielmo Lento, che aderisce al gruppo Comunista.
- In data 22.10.1998 lascia il gruppo Luigi Saraceni, che aderisce alla Federazione dei Verdi.
- In data 16.12.1998 lasciano il gruppo Fabio Di Capua, Vincenzo Sica e Elio Veltri, che aderiscono all'Italia dei Valori.
- In data 10.03.1999 lascia il gruppo Giuseppe Gambale, che aderisce a I Democratici.
- In data 01.06.1999 aderisce al gruppo Aldo Brancati, proveniente dai Socialisti Democratici Italiani.
- In data 10.09.1999 cessa dal mandato parlamentare Paolo Raffaelli.
- In data 18.04.2001 lascia il gruppo Aldo Brancati, che aderisce al gruppo misto.
- Cessano dal mandato parlamentare Maria Rita Lorenzetti, Giovanni Di Stasi, Antonio Ruberti.

Forza Italia
- Ad inizio legislatura aderisce al gruppo Nicola Rivelli, proveniente da Alleanza Nazionale. Non aderisce al gruppo Vittorio Sgarbi, che aderisce al gruppo misto.
- In data 31.07.1996 aderisce al gruppo Ida D'Ippolito, neoeletta.
- In data 29.01.1997 lascia il gruppo Silvio Liotta, che aderisce a Rinnovamento Italiano.
- In data 03.02.1997 lascia il gruppo Marianna Li Calzi, che aderisce a Rinnovamento Italiano.
- In data 28.02.1997 lascia il gruppo Luigi Negri, che aderisce a Rinnovamento Italiano.
- In data 15.05.1997 lascia il gruppo Enzo Savarese, che aderisce a Alleanza Nazionale.
- In data 18.06.1997 lascia il gruppo Alberto Acierno, che aderisce al gruppo misto.
- In data 09.09.1997 lascia il gruppo Giuseppe Del Barone, che aderisce al Centro Cristiano Democratico.
- In data 24.11.1997 lascia il gruppo Giulio Savelli, che aderisce al gruppo misto.
- In data 02.01.1998 lascia il gruppo Demetrio Errigo, che aderisce a Rinnovamento Italiano.[4]
- In data 19.02.1998 lasciano il gruppo Antonino Gazzara, Francesco Di Comite e Paolo Becchetti, che aderiscono al Centro Cristiano Democratico.
- In data 09.03.1998 lasciano il gruppo Luca Danese e Mariella Cavanna Scirea, che aderiscono all'Unione Democratica per la Repubblica.
- In data 17.03.1998 aderiscono al gruppo Antonino Gazzara, Francesco Di Comite e Paolo Becchetti, provenienti dal Centro Cristiano Democratico.
- In data 17.03.1998 lascia il gruppo Gianfranco Saraca, che aderisce a Rinnovamento Italiano.
- In data 21.04.1998 lascia il gruppo Tiziana Parenti, che aderisce al gruppo misto.
- In data 10.11.1998 lascia il gruppo Giorgio Rebuffa, che aderisce all'Unione Democratica per la Repubblica.
- In data 20.04.1999 lasciano il gruppo Giuseppe Calderisi e Marco Taradash, che aderiscono al gruppo misto.
- In data 08.07.1999 aderisce al gruppo Grazia Sestini, che subentra a Giovanni Panetta, già iscritto al Centro Cristiano Democratico.
- In data 20.07.1999 lascia il gruppo Vincenzo Bianchi, che aderisce al gruppo misto.
- In data 29.07.1999 aderisce al gruppo Vincenzo Bianchi, proveniente dal gruppo misto.
- In data 22.11.1999 aderisce al gruppo Paolo Ricciotti, proveniente da Rinnovamento Italiano.
- In data 24.05.2000 aderisce al gruppo Vincenzo Berardino Angeloni, proveniente dal gruppo misto.
- In data 12.12.2000 aderisce al gruppo Nicandro Marinacci, proveniente dal Centro Cristiano Democratico.
- In data 18.01.2001 aderiscono al gruppo Demetrio Errigo, Andrea Guarino, Giorgio Rebuffa, Angelo Sanza, Ernesto Stajano, provenienti dal gruppo misto, e Diego Masi, proveniente dal Patto Segni, Riformatori, Liberaldemocratici.
- In data 22.01.2001 aderisce al gruppo Paolo Bampo, proveniente dal gruppo misto.
- Cessano dal mandato parlamentare Nicola Pagliuca e Giovanni Filocamo.

Alleanza Nazionale
- Ad inizio legislatura non aderisce Nicola Rivelli, che aderisce a Forza Italia.
- In data 13.11.1996 lascia il gruppo Alessandra Mussolini, che aderisce al gruppo misto.
- In data 09.12.1996 aderisce al gruppo Alessandra Mussolini, proveniente dal gruppo misto.
- In data 03.02.1997 lascia il gruppo Nicola Miraglia Del Giudice, che aderisce al gruppo misto.
- In data 04.02.1997 aderisce al gruppo Nicola Miraglia Del Giudice, proveniente dal gruppo misto.
- In data 04.03.1997 lascia il gruppo Nicola Miraglia Del Giudice, che aderisce al Centro Cristiano Democratico.
- In data 01.04.1997 lascia il gruppo Vincenzo Berardino Angeloni, che aderisce al Centro Cristiano Democratico.
- In data 15.05.1997 aderisce al gruppo Enzo Savarese, proveniente da Forza Italia.
- In data 19.02.1998 lasciano il gruppo Rosario Polizzi, Antonio Rizzo e Renzo Tosolini, che aderiscono al Centro Cristiano Democratico.
- In data 17.03.1998 aderiscono al gruppo Rosario Polizzi, Antonio Rizzo e Renzo Tosolini, provenienti dal Centro Cristiano Democratico.
- In data 13.04.1999 lascia il gruppo Ermanno Iacobellis, che aderisce al gruppo misto.
- In data 14.04.1999 cessa dal mandato parlamentare Adriana Poli Bortone.
- In data 13.10.1999 aderisce al gruppo Alberto Lembo, proveniente dal gruppo misto.
- In data 20.10.1999 aderisce al gruppo Simone Gnaga, proveniente dal gruppo misto.
- In data 03.05.2001 lascia il gruppo Alberto Simeone, che aderisce al gruppo misto.
- Cessano dal mandato parlamentare Giovanni Pace e Francesco Storace.

Popolari e Democratici - L'Ulivo
- In data 19.12.1996 aderisce al gruppo Andrea Guarino, proveniente da Rinnovamento Italiano.
- In data 09.03.1998 lascia il gruppo Giorgio Benvenuto, che aderisce ai Democratici di Sinistra - L'Ulivo.
- In data 28.10.1998 lascia il gruppo Willer Bordon, che aderisce al gruppo misto.
- In data 16.12.1998 aderisce al gruppo Giuseppe Scozzari, proveniente da La Rete. Nella stessa data lascia il gruppo Renato Cambursano, che aderisce all'Italia dei Valori.
- In data 10.02.1999 lascia il gruppo Mario Prestamburgo, che aderisce al gruppo misto.
- In data 10.03.1999 lasciano il gruppo Antonio Maccanico, Rocco Maggi, Francesco Monaco, Romano Prodi, Sergio Rogna Manassero Di Costigliole, che aderiscono a I Democratici.
- In data 15.06.1999 aderisce al gruppo Paolo Manca, proveniente dai Federalisti Liberaldemocratici e Repubblicani.
- In data 05.07.1999 aderisce al gruppo Cosimo Casilli, che subentra a Adriana Poli Bortone, già iscritta ad Alleanza Nazionale.
- In data 10.09.1999 lascia il gruppo Argia Valeria Albanese, che aderisce a I Democratici.
- In data 03.12.1999 lascia il gruppo Andrea Guarino, che aderisce al gruppo misto.
- In data 06.12.1999 lascia il gruppo Paolo Manca, che aderisce al gruppo misto.
- In data 04.01.2000 lascia il gruppo Mauro Cutrufo, che aderisce ai Cristiani Democratici Uniti.
- In data 23.05.2000 lascia il gruppo Michele Ricci, che aderisce all'Udeur.
- In data 05.02.2001 lascia il gruppo Armando Veneto, che aderisce al gruppo misto.

Lega Nord
- In data 18.09.1996 lascia il gruppo Irene Pivetti, che aderisce al gruppo misto.
- In data 29.09.1998 lascia il gruppo Stefano Signorini, che aderisce al gruppo misto.
- In data 30.09.1998 lascia il gruppo Franca Gambato, che aderisce al gruppo misto.
- In data 07.10.1998 lascia il gruppo Roberto Grugnetti, che aderisce al gruppo misto.
- In data 03.06.1999 lascia il gruppo Elena Ciapusci, che aderisce al gruppo misto.
- In data 16.07.1999 lascia il gruppo Paolo Bampo, che aderisce al gruppo misto.
- In data 26.07.1999 lascia il gruppo Domenico Comino, che aderisce al gruppo misto.
- In data 27.07.1999 lascia il gruppo Daniele Roscia, che aderisce al gruppo misto.
- In data 29.07.1999 lasciano il gruppo Alberto Lembo e Mario Lucio Barral, che aderiscono al gruppo misto.
- In data 05.10.1999 lascia il gruppo Simone Gnaga, che aderisce al gruppo misto.
- In data 11.11.1999 lascia il gruppo Luca Bagliani, che aderisce all'Udeur.
- In data 15.12.1999 lascia il gruppo Daniele Apolloni, che aderisce all'Udeur.

Rifondazione Comunista - Progressisti
- In data 15.05.1996 lascia il gruppo Mara Malavenda, che si iscrive al gruppo misto, non iscritti.
- In data 09.10.1998 il gruppo muta in Comunista. Nella stessa data lasciano il gruppo Fausto Bertinotti, Ugo Boghetta, Francesco Bonato, Luca Cangemi, Walter De Cesaris, Franco Giordano, Maria Lenti, Giorgio Malentacchi, Ramon Mantovani, Maria Celeste Nardini, Edo Rossi, Tiziana Valpiana e Nichi Vendola, che aderiscono al gruppo misto, componente Rifondazione Comunista - Progressisti, e Giuliano Pisapia, che aderisce al gruppo misto, non iscritti. Inoltre, aderisce al gruppo Federico Guglielmo Lento, proveniente dai Democratici di Sinistra.
- In data 01.04.2000 cessa dal mandato parlamentare Giovanni De Murtas.

Centro Cristiano Democratico – Cristiani Democratici Uniti
- In data 10.01.1997 lascia il gruppo Stefano Bastianoni, che aderisce a Rinnovamento Italiano.
- In data 03.02.1997 lasciano il gruppo Rocco Buttiglione, Carmelo Carrara, Teresio Delfino, Massimo Grillo, Nicandro Marinacci, Giovanni Panetta, Angelo Sanza, Mario Tassone e Luca Volontè, che costituiscono i Cristiani Democratici Uniti all'interno del gruppo misto. Nella stessa data il gruppo muta denominazione in Centro Cristiano Democratico.
- In data 03.03.1997 aderisce al gruppo Nicola Miraglia Del Giudice, proveniente da Alleanza Nazionale.
- In data 01.04.1997 aderisce al gruppo Vincenzo Berardino Angeloni, proveniente da Alleanza Nazionale.
- In data 09.09.1997 aderisce al gruppo Giuseppe Del Barone, proveniente da Forza Italia.
- In data 15.01.1998 lascia il gruppo Massimo Ostillio, che aderisce ai Cristiani Democratici Uniti.
- In data 19.02.1998 aderiscono al gruppo Antonino Gazzara, Francesco Di Comite e Paolo Becchetti, provenienti da Forza Italia; Rosario Polizzi, Antonio Rizzo e Renzo Tosolini, provenienti da Alleanza Nazionale.
- In data 09.03.1998 lasciano Vincenzo Berardino Angeloni, Salvatore Cardinale, Gabriele Cimadoro, Ferdinando De Franciscis, Giuseppe Del Barone, Nicola Miraglia Del Giudice, Aniello Di Nardo, Mauro Fabris, Giuseppe Fronzuti, Roberto Manzione, Clemente Mastella, Luigi Nocera, Santino Pagano, Maretta Scoca, che costituiscono i Cristiani Democratici per la Repubblica.
- In data 17.03.1998 lasciano il gruppo Antonino Gazzara, Francesco Di Comite e Paolo Becchetti, che aderiscono a Forza Italia; Rosario Polizzi, Antonio Rizzo e Renzo Tosolini, che aderiscono a Alleanza Nazionale.
- In data 15.04.1998 il Centro Cristiano Democratico confluisce nel gruppo misto, di cui costituisce una componente.

Rinnovamento Italiano
- In data 19.12.1996 lascia il gruppo Andrea Guarino, che aderisce al Partito Popolare Italiano.
- In data 21.12.1996 lasciano il gruppo Giuseppe Albertini, Enrico Boselli, Aldo Brancati, Enzo Ceremigna, Giovanni Crema, Leone Delfino, Sergio Fumagalli e Roberto Villetti, che aderiscono alla componente Socialisti Italiani; Diego Masi, Giuseppe Bicocchi ed Elisa Pozza Tasca, che aderiscono alla componente Patto Segni.
- In data 29.01.1997 aderiscono al gruppo Silvio Liotta, proveniente da Forza Italia; Giorgio La Malfa e Luciana Sbarbati, provenienti dal gruppo misto; Federico Orlando, proveniente dalla Sinistra Democratica.
- In data 03.02.1997 aderiscono al gruppo Marianna Li Calzi, proveniente da Forza Italia, e Stefano Bastianoni, proveniente dal CCD-CDU.
- In data 03.03.1997 aderisce al gruppo Luigi Negri, proveniente da Forza Italia
- In data 14.01.1998 aderisce al gruppo Demetrio Errigo, proveniente da Forza Italia
- In data 01.02.1998 aderisce al gruppo Irene Pivetti, proveniente dal gruppo misto.
- In data 17.03.1998 aderisce al gruppo Gianfranco Saraca, proveniente da Forza Italia
- In data 19.10.1998 lascia il gruppo Silvio Liotta, che aderisce al Centro Cristiano Democratico.
- In data 16.12.1998 lascia il gruppo Federico Orlando, che aderisce al gruppo misto, componente Italia dei Valori.
- In data 20.12.1998 lasciano il gruppo Paolo Manca, Luciana Sbarbati e Giorgio La Malfa, che aderiscono al gruppo misto, componente Federalisti Liberaldemocratici e Repubblicani.
- L’11.01.1999 lasciano il gruppo Giovanni Marongiu, Gianantonio Mazzocchin e Luigi Negri, che aderiscono al gruppo misto, componente Federalisti Liberaldemocratici e Repubblicani.
- L’11.02.1999 confluisce nel gruppo misto.

I Democratici
- In data 10.03.1999 si costituisce come componente del gruppo misto a seguito dell'adesione di: Willer Bordon, Renato Cambursano, Franco Danieli, Fabio Di Capua, Federico Orlando, Rino Piscitello, Elisa Pozza Tasca, Vincenzo Sica, Elio Veltri, provenienti dall'Italia dei Valori; Antonio Maccanico, Rocco Maggi, Francesco Monaco, Romano Prodi, Sergio Rogna Manassero Di Costigliole, provenienti dai Popolari e Democratici; Augusto Fantozzi, Gianni Rivera, Lucio Testa, provenienti da Rinnovamento Italiano; Giuseppe Gambale, proveniente dai Democratici di Sinistra; Mario Prestamburgo, proveniente dal gruppo misto.
- In data 31.03.1999 si costituisce come gruppo autonomo a seguito dell'adesione di Giuseppe Detomas, proveniente dal gruppo misto, componente Minoranze linguistiche.
- In data 06.05.1999 aderisce al gruppo Gabriele Cimadoro, proveniente dall'Unione Democratica per la Repubblica.
- In data 10.09.1999 aderisce al gruppo Argia Valeria Albanese, proveniente dal Partito Popolare Italiano.
- In data 02.12.1999 lascia il gruppo Giuseppe Detomas, che aderisce al gruppo Minoranze linguistiche.
- In data 10.05.2000 lasciano il gruppo Elio Veltri e Gabriele Cimadoro, che aderiscono al gruppo misto.
- In data 26.05.2000 aderisce al gruppo Nando dalla Chiesa, proveniente dalla Federazione dei Verdi.
- In data 20.06.2000 aderisce al gruppo Antonio Loddo, che subentra a Giovanni De Murtas, già iscritto al gruppo Comunista.
- In data 28.08.2000 lascia il gruppo Fabio Di Capua, che aderisce al gruppo misto.

Unione Democratica per la Repubblica
- In data 04.03.1998 si costituisce il gruppo Cristiani Democratici Uniti – Cristiani Democratici per la Repubblica a seguito dell'adesione di: Rocco Buttiglione, Carmelo Carrara, Teresio Delfino, Massimo Grillo, Nicandro Marinacci, Massimo Ostillio, Giovanni Panetta, Angelo Sanza, Mario Tassone, Luca Volontè, provenienti dai Cristiani Democratici Uniti; Vincenzo Berardino Angeloni, Salvatore Cardinale, Gabriele Cimadoro, Ferdinando De Franciscis, Giuseppe Del Barone, Nicola Miraglia Del Giudice, Aniello Di Nardo, Mauro Fabris, Giuseppe Fronzuti, Roberto Manzione, Clemente Mastella, Luigi Nocera, Santino Pagano, Maretta Scoca, provenienti dai Cristiani Democratici per la Repubblica; Mariella Cavanna Scirea, Luca Danese, provenienti da Forza Italia, Alberto Acierno, proveniente dal gruppo misto.
- In data 11.06.1998 il gruppo muta in Unione Democratica per la Repubblica.
- In data 15.06.1998 aderisce al gruppo Tiziana Parenti, proveniente dal gruppo misto.
- In data 07.07.1998 aderisce al gruppo Giulio Savelli, proveniente dal gruppo misto.
- In data 08.010.1998 aderiscono al gruppo Giuseppe Bicocchi e Diego Masi, provenienti dal Patto Segni.
- In data 23.10.1998 lasciano il gruppo Carmelo Carrara, Giuseppe Del Barone e Nicandro Marinacci, che aderiscono al Centro Cristiano Democratico, e Tiziana Parenti, che aderisce al gruppo misto.
- In data 26.10.1998 lascia il gruppo Giovanni Panetta, che aderisce al gruppo misto.[5]
- In data 10.11.1998 aderisce al gruppo Giorgio Rebuffa, proveniente da Forza Italia.
- In data 24.02.1999 lascia il gruppo Giulio Savelli, che aderisce al Centro Cristiano Democratico.
- In data 03.03.1999 lasciano il gruppo Giuseppe Bicocchi e Diego Masi, che aderiscono al gruppo misto.
- In data 04.03.1999 aderisce al gruppo Irene Pivetti, proveniente da Rinnovamento Italiano.
- In data 8.03.1999 lasciano il gruppo Giorgio Rebuffa e Angelo Sanza, che aderiscono al gruppo misto.
- In data 10.03.1999 lasciano il gruppo Rocco Buttiglione, Teresio Delfino, Mario Tassone e Luca Volontè, che aderiscono al gruppo misto.
- In data 21.04.1999 aderisce al gruppo Ermanno Iacobellis, proveniente dal gruppo misto.
- In data 06.05.1999 lascia il gruppo Gabriele Cimadoro, che aderisce a I Democratici.
- In data 29.06.1999 lascia il gruppo Massimo Grillo, che aderisce al gruppo misto, componente Cristiani Democratici Uniti. Nella stessa data il gruppo si scioglie: i suoi iscritti hanno aderito al gruppo misto, all'interno del quale costituiscono, in data 2.07.1999, la componente dell'Udeur.

Udeur
- In data 02.07.1999 si costituisce all'interno del gruppo misto la componente dell'Unione Democratica per l'Europa, a seguito dell'adesione di Alberto Acierno, Vincenzo Berardino Angeloni, Salvatore Cardinale, Mariella Cavanna Scirea, Luca Danese, Ferdinando De Franciscis, Aniello Di Nardo, Mauro Fabris, Giuseppe Fronzuti, Ermanno Iacobellis, Roberto Manzione, Mario Clemente Mastella, Nicola Miraglia Del Giudice, Luigi Nocera, Massimo Ostillio, Santino Pagano, Irene Pivetti e Maretta Scoca, provenienti dall'Unione Democratica per la Repubblica.
- In data 10.11.1999 aderisce al gruppo Luca Bagliani, proveniente dalla Lega Nord.
- In data 13.12.1999 si costituisce come gruppo autonomo a seguito dell'adesione di Bonaventura Lamacchia, proveniente da Rinnovamento Italiano.
- In data 15.12.1999 aderisce al gruppo Marianna Li Calzi, proveniente da Rinnovamento Italiano, e Daniele Apolloni, proveniente dalla Lega Nord.
- In data 22.12.1999 lascia il gruppo Vincenzo Angeloni, che aderisce al gruppo misto.[6]
- In data 23.12.1999 lascia il gruppo Alberto Acierno, che aderisce al gruppo misto.
- In data 03.01.2000 aderisce al gruppo Vincenzo Angeloni, proveniente dal gruppo misto.[7]
- In data 28.03.2000 lascia il gruppo Vincenzo Angeloni, che aderisce al gruppo misto.
- In data 27.04.2000 aderisce al gruppo Gianfranco Saraca, proveniente dal gruppo misto.
- In data 04.05.2000 lascia il gruppo Giuseppe Fronzuti, che aderisce al gruppo misto.
- In data 23.05.2000 aderisce al gruppo Michele Ricci, proveniente dai Popolari e Democratici - L'Ulivo.
- In data 15.11.2000 lascia il gruppo Ferdinando De Franciscis, che aderisce al gruppo misto.

Gruppo misto
=Federazione dei Verdi=
- In data 22.10.1998 aderisce al gruppo Luigi Saraceni, proveniente dai Democratici di Sinistra - L'Ulivo.
- In data 31.05.2000 lascia il gruppo Nando dalla Chiesa, che aderisce a I Democratici.[8]
- In data 19.09.2000 lascia il gruppo Luigi Saraceni, che aderisce al gruppo misto.
- Cessa dal mandato parlamentare Mauro Paissan.

=Minoranze linguistiche=
- In data 31.03.1999 lascia il gruppo Giuseppe Detomas, che aderisce a I Democratici.
- In data 02.12.1999 aderisce al gruppo Giuseppe Detomas, proveniente da I Democratici.

=La Rete=
- Ad inizio legislatura non aderiscono Giuseppe Gambale e Diego Novelli, che aderiscono al gruppo Sinistra Democratica - L'Ulivo.
- In data 16.12.1998 lascia il gruppo Giuseppe Scozzari, che aderisce al Partito Popolare Italiano. Nella stessa data il gruppo confluisce nell'Italia dei Valori.

=Socialisti Democratici Italiani=
- In data 21.12.1996 si costituisce la componente dei Socialisti Italiani in seguito all'adesione di Giuseppe Albertini, Enrico Boselli, Aldo Brancati, Enzo Ceremigna, Giovanni Crema, Leone Delfino, Sergio Fumagalli, Roberto Villetti, provenienti da Rinnovamento Italiano.
- In data 12.05.1998 aderisce al gruppo Gian Franco Schietroma, proveniente dai Democratici di Sinistra. Nella stessa data, inoltre, il gruppo muta in Socialisti Democratici Italiani.
- In data 19.10.1998 lascia il gruppo Leone Delfino, che aderisce al gruppo misto.
- In data 16.01.1999 aderisce al gruppo Tiziana Parenti, proveniente dal gruppo misto.
- In data 01.06.1999 lascia il gruppo Aldo Brancati, che aderisce ai Democratici di Sinistra.

=Patto Segni=
- In data 21.12.1996 aderiscono al gruppo Diego Masi, Giuseppe Bicocchi ed Elisa Pozza Tasca, provenienti da Rinnovamento Italiano.
- In data 19.12.1997 si costituisce ufficialmente come componente del gruppo misto col nome di Patto Segni-Liberali e aderiscono Alberto Acierno e Giulio Savelli. [9]
- In data 09.03.1998 lascia il gruppo Alberto Acierno, che aderisce al CDU-CDR. [10]
- In data 27.03.1998 il gruppo muta in Per l'UDR-Patto Segni/Liberali. [11]
- In data 07.07.1998 lascia il gruppo Giulio Savelli, che aderisce al UDR. [12]
- In data 08.10.1998 lasciano il gruppo Giuseppe Bicocchi e Diego Masi, che aderiscono all'UDR. Nella stessa data la componente si scioglie: Elisa Pozza Tasca aderisce al gruppo misto.
- In data 21.04.1999 la componente si ricostituisce come Patto Segni Riformatori Liberaldemocratici a seguito dell'adesione di Giuseppe Bicocchi, Diego Masi, Giuseppe Calderisi e Marco Taradash, provenienti dal gruppo misto.
- In data 11.01.2001 lascia il gruppo Diego Masi, che aderisce a Forza Italia.

=Rifondazione Comunista=
- In data 09.10.1998 si costituisce come componente autonoma a seguito dell'adesione di Fausto Bertinotti, Ugo Boghetta, Francesco Bonato, Luca Cangemi, Walter De Cesaris, Franco Giordano, Maria Lenti, Giorgio Malentacchi, Ramon Mantovani, Maria Celeste Nardini, Edo Rossi, Tiziana Valpiana e Nichi Vendola, già iscritti a Rifondazione Comunista.
- In data 24.01.2000 aderisce al gruppo Giuliano Pisapia, proveniente dal gruppo misto.

=Rinnovamento Italiano=
- In data 04.03.1999 lascia il gruppo Irene Pivetti, che aderisce all'Unione Democratica per la Repubblica.
- In data 10.03.1999 lasciano il gruppo Augusto Fantozzi, Gianni Rivera e Lucio Testa, che aderiscono a I Democratici.
- In data 11.03.1999 si costituisce come componente autonoma a seguito dell'adesione di Stefano Bastianoni, Natale D'Amico, Lamberto Dini, Demetrio Errigo, Bonaventura Lamacchia, Marianna Li Calzi, Antonino Mangiacavallo, Pierluigi Petrini, Paolo Ricciotti, Gianfranco Saraca, Ernesto Stajano e Tiziano Treu, già iscritti a Rinnovamento Italiano.
- In data 24.03.1999 il gruppo muta in Rinnovamento Italiano - Popolari d'Europa a seguito della fusione con la componente Centro Popolare Europeo, cui aderiscono Rocco Buttiglione, Teresio Delfino, Giorgio Rebuffa, Angelo Sanza, Mario Tassone, Luca Volontè.
- In data 29.06.1999 aderisce al gruppo Massimo Grillo, proveniente dall'Unione Democratica per la Repubblica.
- In data 26.07.1999 lasciano il gruppo Rocco Buttiglione, Teresio Delfino, Massimo Grillo, Mario Tassone e Luca Volontè, che ricostituiscono i Cristiani Democratici Uniti all'interno del gruppo misto.
- In data 15.11.1999 la componente muta in Rinnovamento Italiano.
- In data 22.11.1999 lascia il gruppo Paolo Ricciotti, che aderisce a Forza Italia.
- In data 10.12.1999 lascia il gruppo Ernesto Stajano, che aderisce al gruppo misto.
- In data 11.12.1999 lascia il gruppo Bonaventura Lamacchia, che aderisce all'Udeur.
- In data 15.12.1999 lasciano il gruppo Demetrio Errigo, Giorgio Rebuffa, Angelo Sanza, Gianfranco Saraca, che aderiscono al gruppo misto.
- In data 16.12.1999 lascia il gruppo Marianna Li Calzi, che aderisce all'Udeur.

=Italia dei Valori=
- In data 16.12.1998 si costituisce a seguito dell'adesione di Franco Danieli, Rino Piscitello, provenienti da La Rete; Fabio Di Capua, Vincenzo Sica, Elio Veltri, provenienti dai Democratici di Sinistra; Renato Cambursano, proveniente dai Popolari e Democratici - L'Ulivo; Federico Orlando, proveniente da Rinnovamento Italiano; Willer Bordon, Elisa Pozza Tasca, provenienti dal gruppo misto.
- In data 10.03.1999 la componente confluisce ne I Democratici.

=Centro Cristiano Democratico=
- In data 20.04.1998 si costituisce come componente autonoma a seguito dell'adesione di Mario Baccini, Pier Ferdinando Casini, Salvatore D'Alia, Marco Follini, Giuseppe Galati, Carlo Giovanardi, Francesco Paolo Lucchese e Ettore Peretti, già iscritti al gruppo Centro Cristiano Democratico.
- In data 19.10.1998 aderisce al gruppo Silvio Liotta, proveniente da Rinnovamento Italiano.
- In data 27.10.1998 aderiscono al gruppo Carmelo Carrara, Giuseppe Del Barone e Nicandro Marinacci, provenienti dall'Unione Democratica per la Repubblica.
- In data 01.02.1999 aderisce al gruppo Giovanni Panetta, proveniente dal gruppo misto.[13]
- In data 23.03.1999 aderisce al gruppo Giulio Savelli, proveniente dal gruppo misto, componente Unione Democratica per la Repubblica.
- In data 03.07.1999 cessa Giovanni Panetta, cui subentra Grazia Sestini, che aderisce a Forza Italia.
- In data 12.12.2000 lascia il gruppo Nicandro Marinacci, che aderisce a Forza Italia.

=Cristiani Democratici Uniti=
- In data 03.02.1997 si costituisce come componente del gruppo misto a seguito dell'adesione di: Rocco Buttiglione, Carmelo Carrara, Teresio Delfino, Massimo Grillo, Nicandro Marinacci, Giovanni Panetta, Angelo Sanza, Mario Tassone, Luca Volontè, provenienti dal gruppo Centro Cristiano Democratico – Cristiani Democratici Uniti.
- In data 15.01.1998 aderisce gruppo Massimo Ostillio, proveniente dal gruppo Centro Cristiano Democratico – Cristiani Democratici Uniti.
- In data 04.03.1998 la componente costituisce un gruppo autonomo insieme ai Cristiani Democratici per la Repubblica.
- In data 26.07.1999 si ricostituisce come componente del gruppo misto a seguito dell'adesione di: Rocco Buttiglione, Teresio Delfino, Massimo Grillo, Mario Tassone, Luca Volontè, provenienti dalla componente Rinnovamento Italiano - Popolari d'Europa.
- In data 30.12.1999 aderisce al gruppo Mauro Cutrufo, proveniente dal Partito Popolare Italiano.

=Federalisti Liberaldemocratici e Repubblicani=
- In data 20.12.1998 si costituisce come componente del gruppo misto in seguito all'adesione di Paolo Manca, Luciana Sbarbati e Giorgio La Malfa, provenienti da Rinnovamento Italiano.
- In data 11.01.1999 aderiscono al gruppo Giovanni Marongiu, Gianantonio Mazzocchin e Luigi Negri, provenienti da Rinnovamento Italiano.
- In data 15.06.1999 lascia il gruppo Paolo Manca, che aderisce ai Popolari e Democratici - L'Ulivo.
- In data 20.10.2000 lascia il gruppo Giorgio La Malfa, che aderisce al gruppo misto.

=Centro Popolare Europeo=
- In data 17.03.1999 si costituisce come componente del gruppo misto in seguito all'adesione di Rocco Buttiglione, Teresio Delfino, Giorgio Rebuffa, Angelo Sanza, Mario Tassone, Luca Volontè, già iscritti al gruppo misto.
- In data 24.03.1999 la componente si fonde con Rinnovamento Italiano.

Non iscritti
- Ad inizio legislatura aderiscono Giancarlo Cito, Giorgio La Malfa, Luciana Sbarbati, Vittorio Sgarbi.
- In data 15.05.1996 aderisce al gruppo Mara Malavenda, proveniente da Rifondazione Comunista.
- In data 18.09.1996 aderisce al gruppo Irene Pivetti, proveniente dalla Lega Nord.
- In data 13.11.1996 aderisce al gruppo Alessandra Mussolini, proveniente da Alleanza Nazionale.
- In data 09.12.1996 lascia il gruppo Alessandra Mussolini, che aderisce a Alleanza Nazionale.
- In data 29.01.1997 lasciano il gruppo Giorgio La Malfa e Luciana Sbarbati, che aderiscono a Rinnovamento Italiano.
- In data 03.02.1997 aderisce al gruppo Nicola Miraglia Del Giudice, proveniente da Alleanza Nazionale.
- In data 04.02.1997 lascia il gruppo Nicola Miraglia Del Giudice, che aderisce a Alleanza Nazionale.
- In data 18.06.1997 aderisce al gruppo Alberto Acierno, proveniente da Forza Italia.
- In data 24.11.1997 aderisce al gruppo Giulio Savelli, proveniente da Forza Italia.
- In data 19.12.1997 lasciano il gruppo Alberto Acierno e Giulio Savelli, che aderiscono al Patto Segni-Liberali.
- In data 01.02.1998 lascia il gruppo Irene Pivetti, che aderisce a Rinnovamento Italiano.
- In data 21.04.1998 aderisce al gruppo Tiziana Parenti, proveniente da Forza Italia.
- In data 15.06.1998 lascia il gruppo Tiziana Parenti, che aderisce all'Unione Democratica per la Repubblica.
- In data 29.09.1998 aderisce al gruppo Stefano Signorini, proveniente dalla Lega Nord.
- In data 30.09.1998 aderisce al gruppo Franca Gambato, proveniente dalla Lega Nord.
- In data 07.10.1998 aderisce al gruppo Roberto Grugnetti, proveniente dalla Lega Nord.
- In data 09.10.1998 aderisce al gruppo Elisa Pozza Tasca, proveniente dal Patto Segni.
- In data 09.10.1998 aderisce al gruppo Giuliano Pisapia, proveniente da Rifondazione Comunista.
- In data 19.10.1998 aderisce al gruppo Leone Delfino, proveniente dai Socialisti Democratici Italiani.
- In data 23.10.1998 aderisce al gruppo Tiziana Parenti, proveniente dall'Unione Democratica per la Repubblica.
- In data 26.10.1998 aderisce al gruppo Giovanni Panetta, proveniente dall'Unione Democratica per la Repubblica.
- In data 28.10.1998 aderisce al gruppo Willer Bordon, proveniente dai Popolari e Democratici - L'Ulivo.
- In data 16.12.1998 lasciano il gruppo Willer Bordon e Elisa Pozza Tasca, che aderiscono all'Italia dei Valori.
- In data 16.01.1999 lascia il gruppo Tiziana Parenti, che aderisce ai Socialisti Democratici Italiani.
- In data 01.02.1999 lascia il gruppo Giovanni Panetta, che aderisce al Centro Cristiano Democratico.
- In data 10.02.1999 aderisce al gruppo Mario Prestamburgo, proveniente dai Popolari e Democratici - L'Ulivo.
- In data 3.03.1999 aderiscono al gruppo Giuseppe Bicocchi e Diego Masi, provenienti dall'Unione Democratica per la Repubblica.
- In data 08.03.1999 aderiscono al gruppo Giorgio Rebuffa e Angelo Sanza, provenienti dall'Unione Democratica per la Repubblica.
- In data 10.03.1999 aderiscono al gruppo Rocco Buttiglione, Teresio Delfino, Mario Tassone e Luca Volontè, provenienti dall'Unione Democratica per la Repubblica.
- In data 10.03.1999 lascia il gruppo Mario Prestamburgo, che aderisce a I Democratici.
- In data 17.03.1999 lasciano il gruppo Rocco Buttiglione, Teresio Delfino, Giorgio Rebuffa, Angelo Sanza, Mario Tassone e Luca Volontè, che costituiscono la componente Centro Popolare Europeo all'interno del gruppo misto.
- In data 13.04.1999 aderisce al gruppo Ermanno Iacobellis, proveniente da Alleanza Nazionale.
- In data 20.04.1999 aderiscono al gruppo Giuseppe Calderisi e Marco Taradash, provenienti da Forza Italia.
- In data 21.04.1999 lasciano il gruppo Giuseppe Bicocchi, Giuseppe Calderisi, Diego Masi e Marco Taradash, che costituiscono la componente Patto Segni, Riformatori, Liberaldemocratici all'interno del gruppo misto.
- In data 21.04.1999 lascia il gruppo Ermanno Iacobellis, che aderisce all'Unione Democratica per la Repubblica.
- In data 03.06.1999 aderisce al gruppo Elena Ciapusci, proveniente dalla Lega Nord.
- In data 16.07.1999 aderisce al gruppo Paolo Bampo, proveniente dalla Lega Nord.
- In data 20.07.1999 aderisce al gruppo Vincenzo Bianchi, proveniente da Forza Italia.
- In data 26.07.1999 aderisce al gruppo Domenico Comino, proveniente dalla Lega Nord.
- In data 27.07.1999 aderisce al gruppo Daniele Roscia, proveniente dalla Lega Nord.
- In data 29.07.1999 aderisce al gruppo Alberto Lembo, proveniente dalla Lega Nord.
- In data 29.07.1999 aderisce al gruppo Mario Lucio Barral, proveniente dalla Lega Nord.
- In data 29.07.1999 lascia il gruppo Vincenzo Bianchi, che aderisce a Forza Italia.
- In data 05.10.1999 aderisce al gruppo Simone Gnaga, proveniente dalla Lega Nord.
- In data 13.10.1999 lascia il gruppo Alberto Lembo, che aderisce ad Alleanza Nazionale.
- In data 20.10.1999 lascia il gruppo Simone Gnaga, che aderisce ad Alleanza Nazionale.
- In data 28.11.1999 aderisce al gruppo Enrico Micheli, che subentra a Paolo Raffaelli, già iscritto ai Democratici di Sinistra.
- In data 03.12.1999 aderisce al gruppo Andrea Guarino, proveniente dai Popolari e Democratici - L'Ulivo.
- In data 06.12.1999 aderisce al gruppo Paolo Manca, proveniente dai Popolari e Democratici - L'Ulivo.
- In data 10.12.1999 aderisce al gruppo Ernesto Stajano, proveniente da Rinnovamento Italiano - Popolari d'Europa.
- In data 15.12.1999 aderiscono al gruppo Demetrio Errigo, Giorgio Rebuffa, Angelo Sanza, Gianfranco Saraca, provenienti da Rinnovamento Italiano - Popolari d'Europa.
- In data 23.12.1999 aderisce al gruppo Alberto Acierno, proveniente dall'Udeur.
- In data 24.01.2000 lascia il gruppo Giuliano Pisapia, che aderisce a Rifondazione Comunista.
- In data 28.03.2000 aderisce al gruppo Vincenzo Berardino Angeloni, proveniente dall'Udeur.
- In data 27.04.2000 lascia il gruppo Gianfranco Saraca, che aderisce all'Udeur.
- In data 04.05.2000 aderisce al gruppo Giuseppe Fronzuti, proveniente dall'Udeur.
- In data 10.05.2000 aderiscono al gruppo Elio Veltri e Gabriele Cimadoro, provenienti da I Democratici.
- In data 24.05.2000 lascia il gruppo Vincenzo Berardino Angeloni, che aderisce a Forza Italia.
- In data 28.08.2000 aderisce al gruppo Fabio Di Capua, proveniente da I Democratici.
- In data 19.09.2000 aderisce al gruppo Luigi Saraceni, proveniente dalla Federazione dei Verdi.
- In data 20.10.2000 aderisce al gruppo Giorgio La Malfa, proveniente dai Federalisti Liberaldemocratici e Repubblicani.
- In data 15.11.2000 aderisce al gruppo Ferdinando De Franciscis, proveniente dall'Udeur.
- In data 18.01.2001 lasciano il gruppo Demetrio Errigo, Andrea Guarino, Giorgio Rebuffa, Angelo Sanza e Ernesto Stajano, che aderiscono a Forza Italia.
- In data 22.01.2001 lascia il gruppo Paolo Bampo, che aderisce a Forza Italia.
- In data 05.02.2001 aderisce al gruppo Armando Veneto, proveniente dai Popolari e Democratici - L'Ulivo.
- In data 18.04.2001 aderisce al gruppo Aldo Brancati, proveniente dai Democratici di Sinistra.
- In data 03.05.2001 aderisce al gruppo Alberto Simeone, proveniente da Alleanza Nazionale.